# Citroën C4
Сітроен Ц4 (фр. Citroën C4) — це компактні автомобілі, що виробляються компанією Citroën з 2004 року і прийшли на заміну Citroën Xsara.

## Перше покоління (Typ L, B5; 2004—2010)

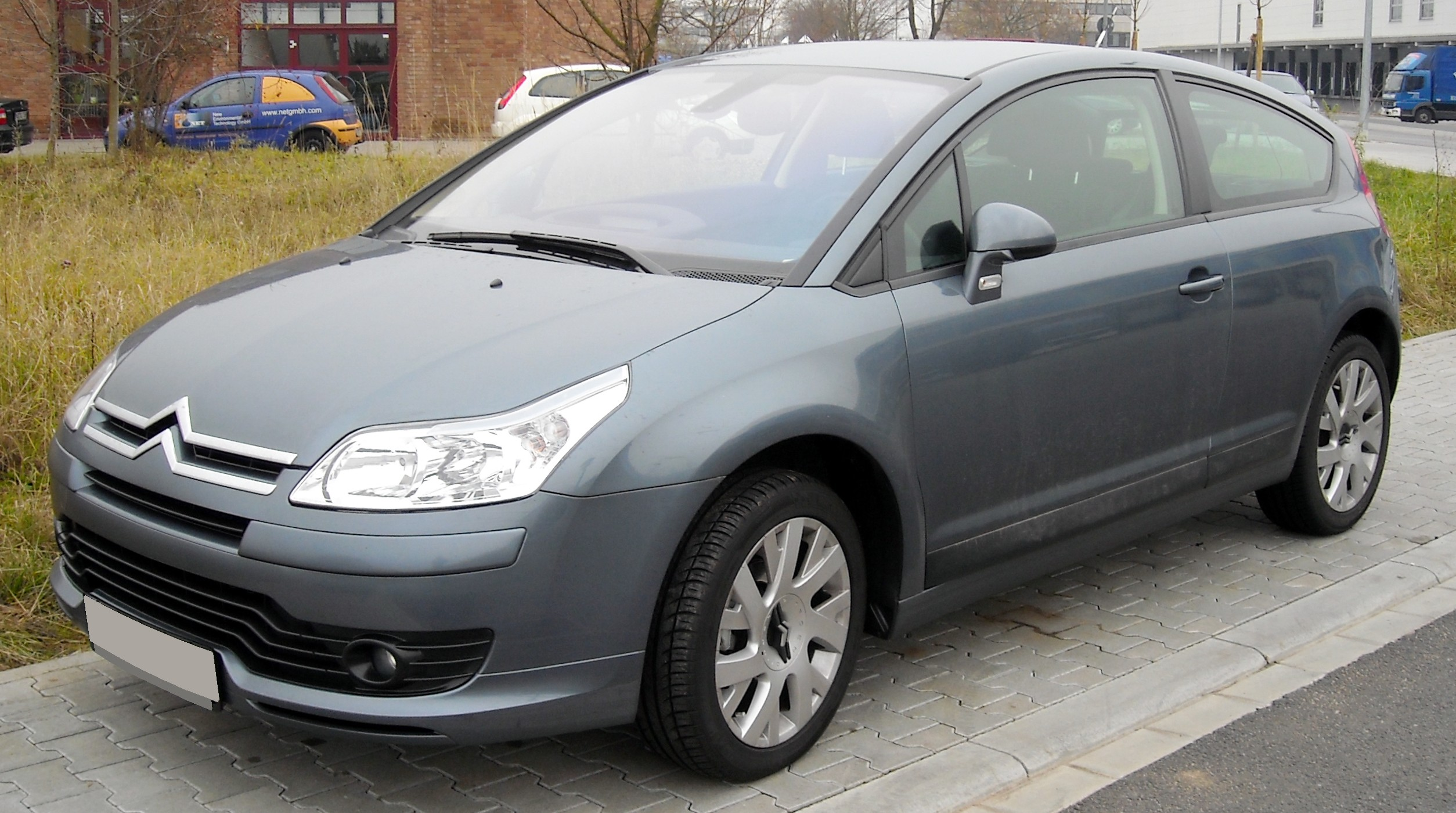
Citroën C4 Купе (2004-2008)

Перше покоління Citroën C4 розроблене дизайнером Донато Коко в 2004 році у вигляді трьохдверного і п'ятидверного хетчбеків. Citroen C4 побудований на платформі PF2 від Peugeot 307. Автомобіль передньопривідний, з поперечним розташуванням силового агрегату. Являє собою найбільш просту і поширену конструкцію: передня підвіска - тип Макферсон, нижній Г-подібний важіль; задня підвіска - балка, що скручується і пружини. Незважаючи на деяку примітивність підвіски, машина має цілком прийнятний рівень комфорту, а керованість може бути оцінена як дуже хороша. Рульове управління - рейкове з Електрогідропідсилювач і варійованим зусиллям в залежності від швидкості руху. Задня балка підвіски забезпечує ефект підрулення на покриттях з високим коефіцієнтом зчеплення. Ефект підрулення проявляється при гальмуванні на дузі як затягування машини всередину повороту. При різкому відпуску педалі гальма спостерігається зворотний ефект - перехід машини на більший радіус.
Довжина трьохдверного С4 — 4270 мм, п'ятидверного — 4260 мм. Ширина машин відповідно 1769 і 1773 мм, висота — 1458 мм. Колісна база — 2608 мм. Обсяг багажника - 342 л у купе і 352 л у хетчбека. Базова комплектація С4 включає: гідропідсилювач керма із змінним коефіцієнтом посилення, круїз-контроль з обмежувачем швидкості, ABS, систему екстреного гальмування AFU, електронну систему розподілу гальмівного зусилля EBD, бортовий комп'ютер, передні електросклопідйомники, регульоване по висоті сидіння водія, вбудовану систему ароматизації повітря в салоні, протитуманні фари, фронтальні подушки безпеки.
У 2006 році з'явився семимісний компактвен Grand C4 Picasso, а роком опісля його п'ятимісна модифікація C4 Picasso.

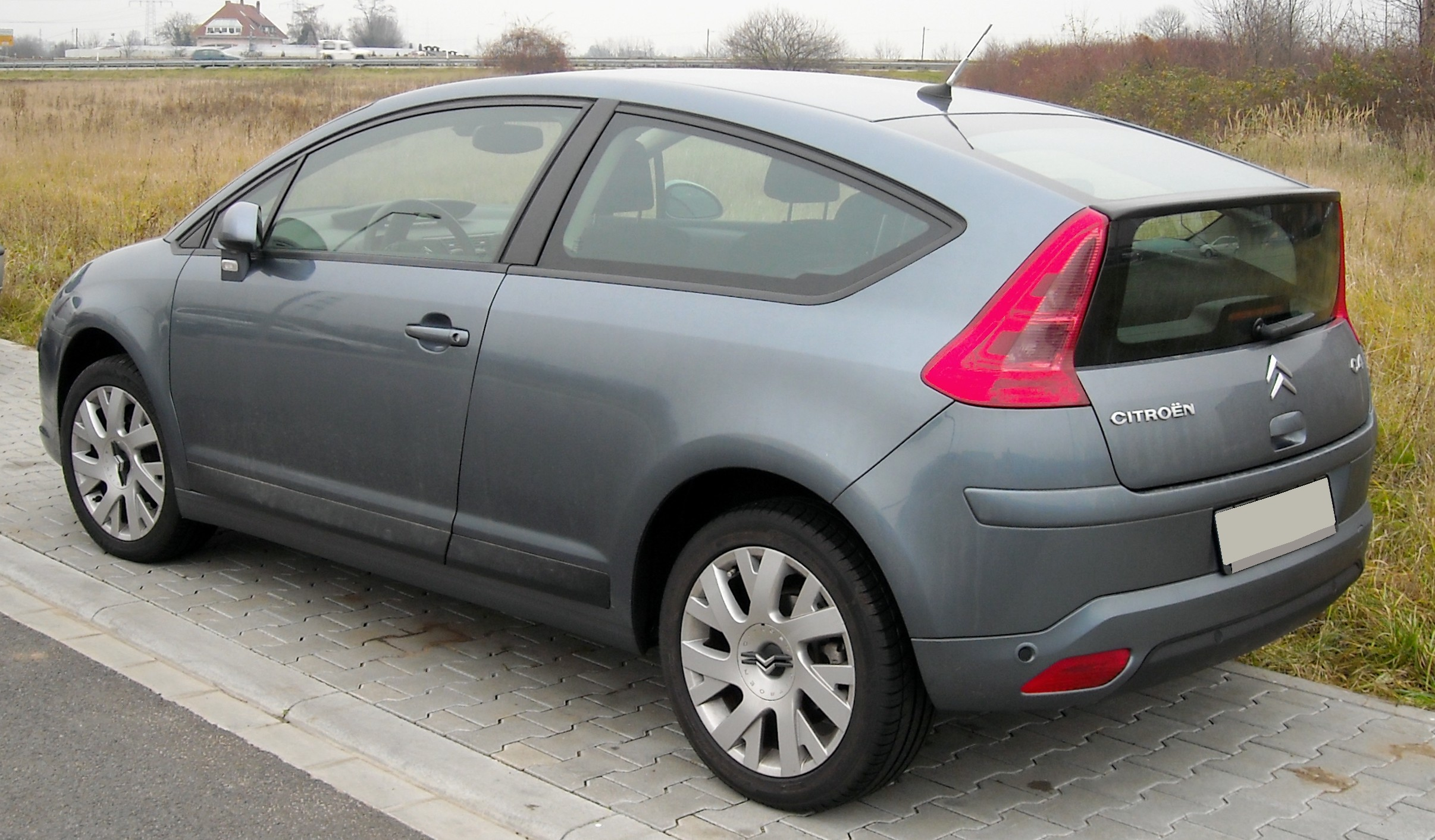
Citroën C4 Купе (2004-2008)
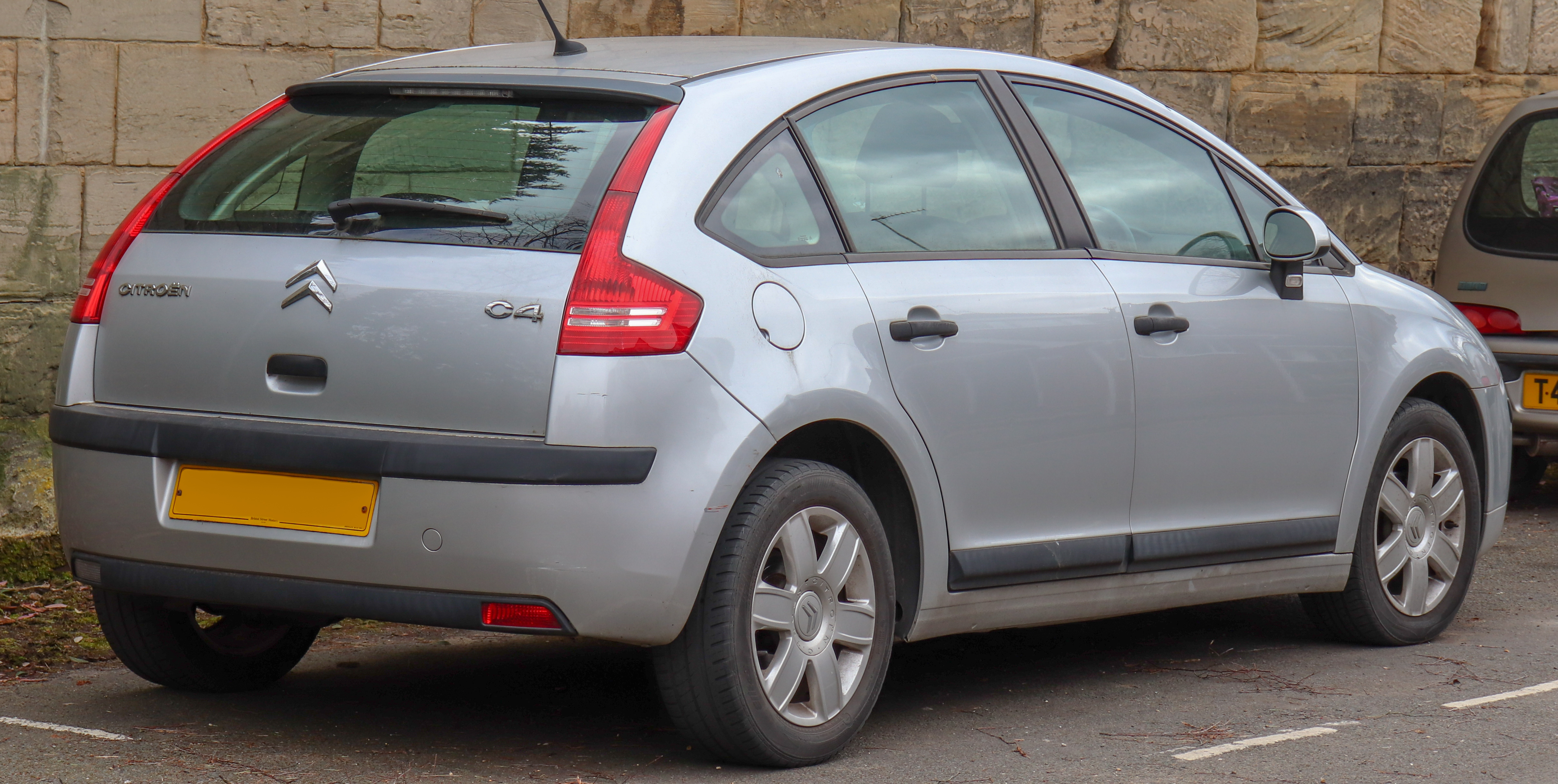
Citroën C4 Хетчбек (2004-2008)
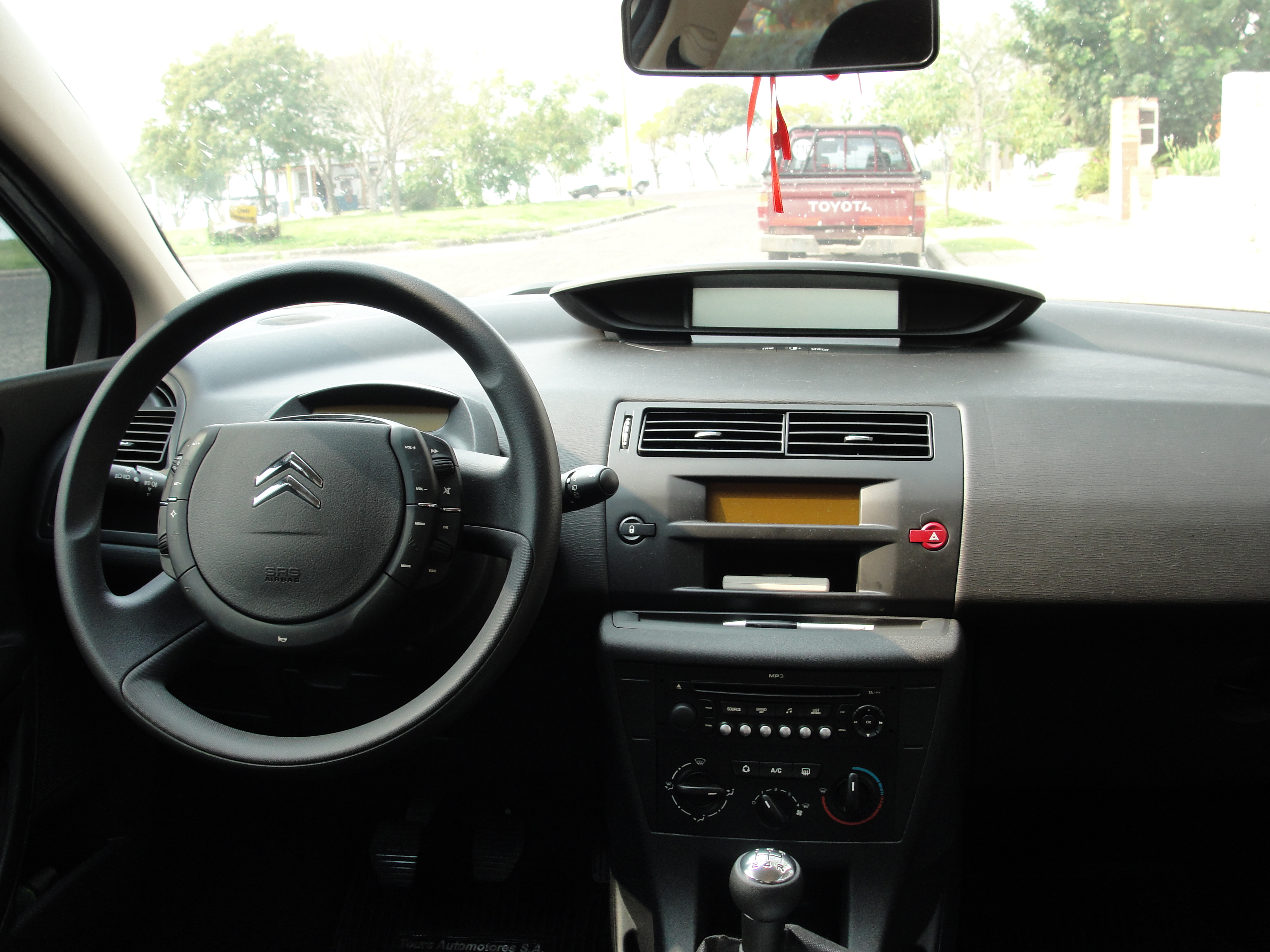
Салон Citroën C4

### Рестайлінг 2008
26 серпня 2008 року в міжнародних автосалонах представлено оновлений Citroën C4, який в листопаді поступив до дилерів. Крім незначних зовнішніх змін були переглянуті двигуни. Паралельно були внесені зміни в обробку інтер'єру салону Citroen C4. Покращення торкнулися оббивки салону, обробки його різних елементів. Також змінилося розташування тахометра, тепер він перенесений в центральну частину приладової панелі, що дозволяє поліпшити огляд корисної інформації.
Всього виготовили близько 2'300'100 автомобілів першого покоління.

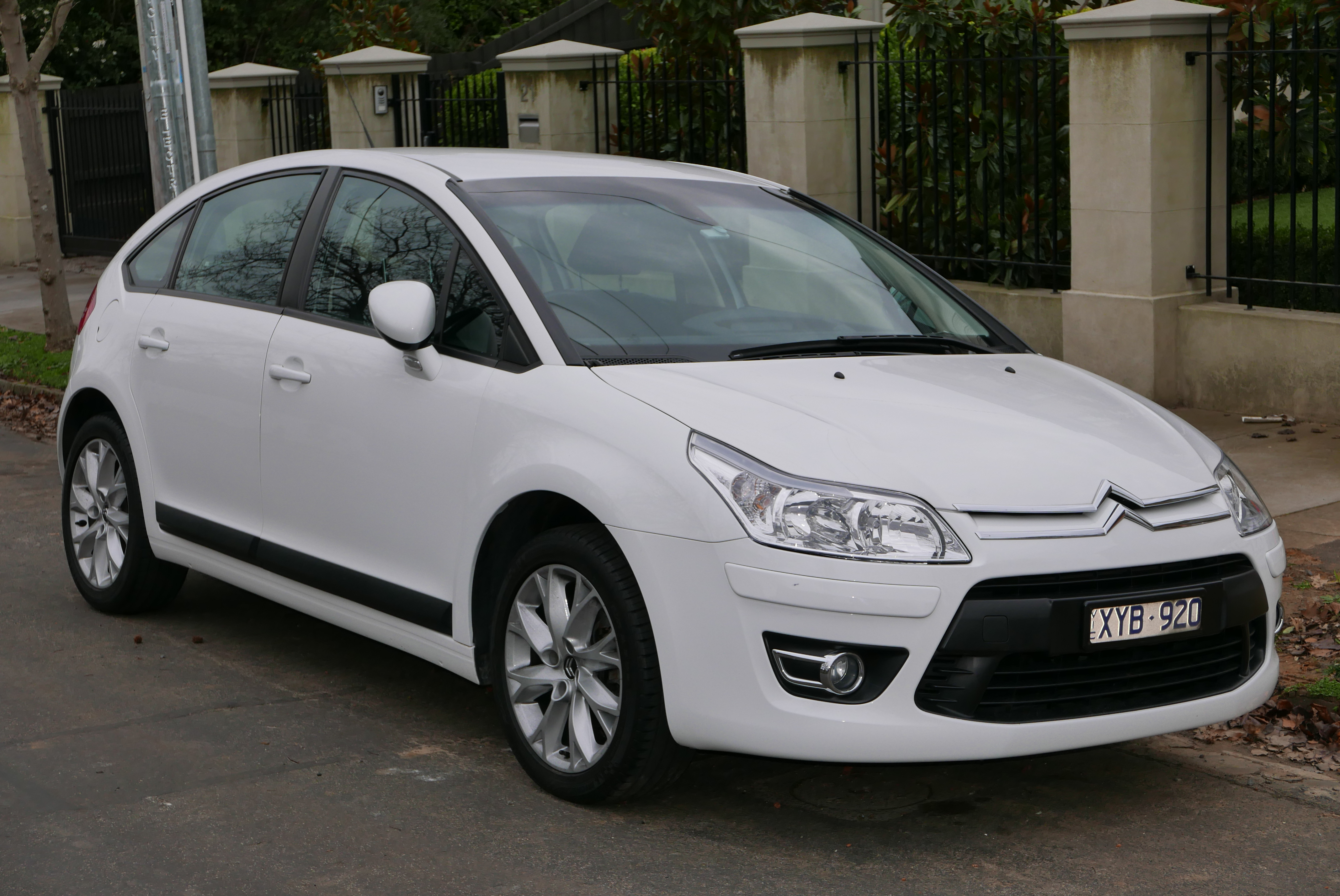
Citroën C4 (2008-2010)
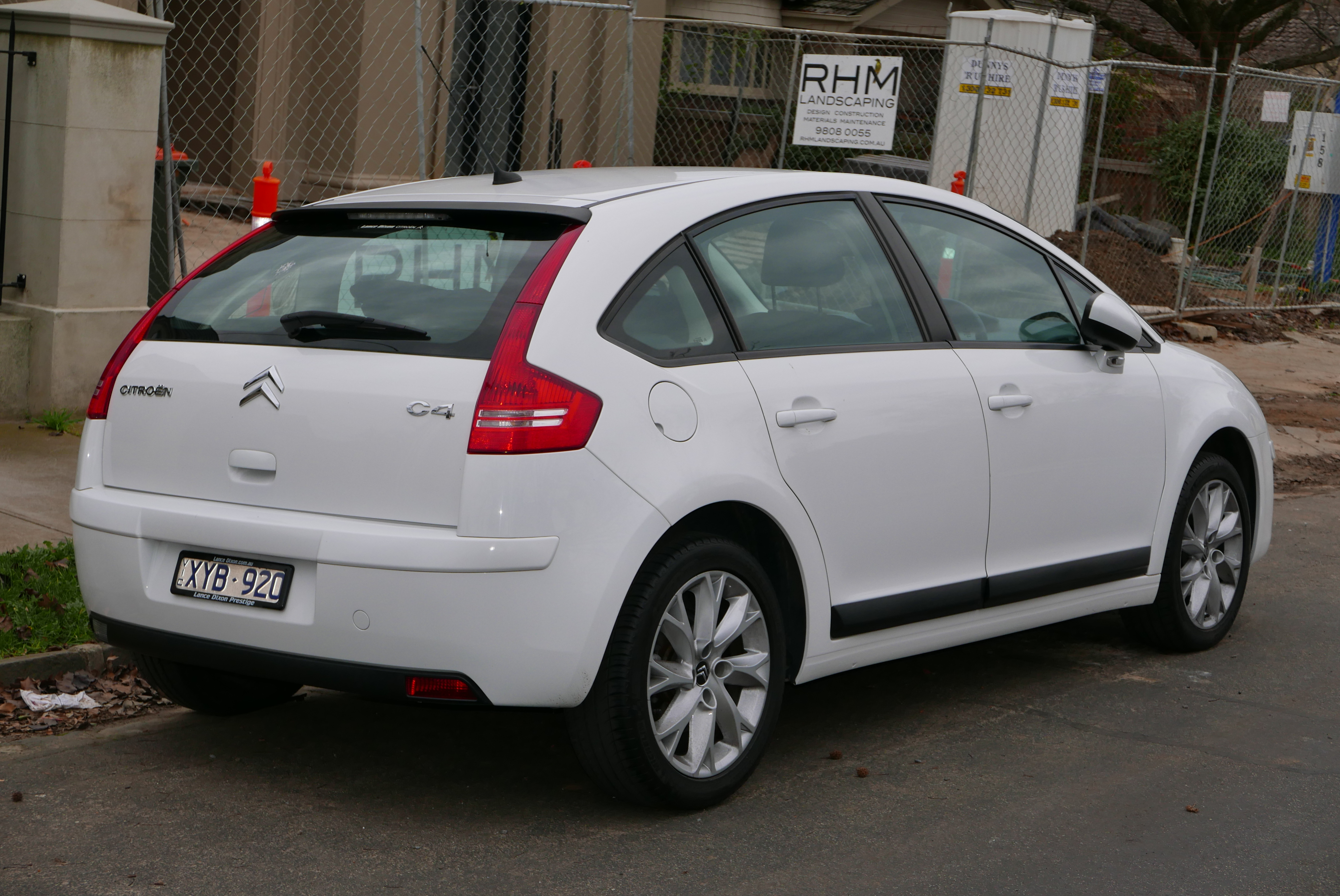
Citroën C4 (2008-2010)
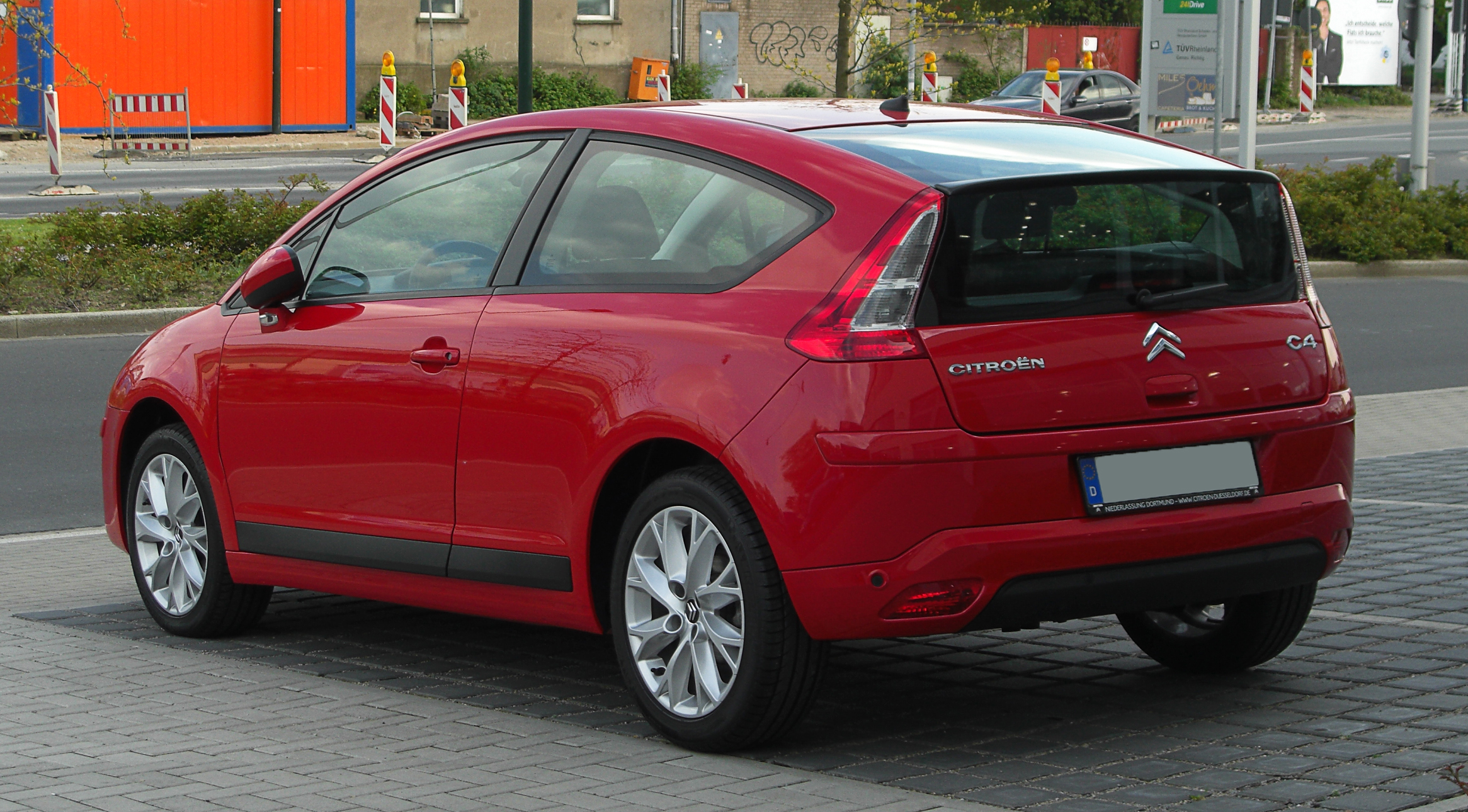
Citroën C4 (2008-2010)

### Двигуни
| Модель        | Об'єм    | Потужність                       | Крутний момент             | Роки випуску | Примітки                                   |
| ------------- | -------- | -------------------------------- | -------------------------- | ------------ | ------------------------------------------ |
| Бензинові     |          |                                  |                            |              |                                            |
| 1.4 16V       | 1362 см³ | 65 kW (88 к.с.) при 5250 об/хв   | 133 Нм при 3250 об/хв      | 2004–2010    |                                            |
| 1.6 16V       | 1587 см³ | 80 kW (109 к.с.) при 5800 об/хв  | 147 Нм при 4000 об/хв      | 2004–2008    |                                            |
| 1.6 16V VTi   | 1598 см³ | 88 kW (120 к.с.) при 6000 об/хв  | 160 Нм при 4250 об/хв      | з 2008       | (Variable valve lift and Timing injection) |
| 1.6 16V THP   | 1598 см³ | 103 kW (140 к.с.) при 5800 об/хв | 240 Нм при 1400–3500 об/хв | 2008–2009    | тільки для 4-ст. АКПП                      |
| 1.6 16V THP   | 1598 см³ | 110 kW (150 к.с.) при 5800 об/хв | 240 Нм при 1400–4000 об/хв | 2008–2010    | (Turbo High Pressure)                      |
| 2.0 16V       | 1997 см³ | 100 kW (136 к.с.) при 6000 об/хв | 190 Нм при 4100 об/хв      | 2004–2005    |                                            |
| 2.0 16V       | 1997 см³ | 103 kW (140 к.с.) при 6000 об/хв | 200 Нм при 4000 об/хв      | 2005–2008    | як VTR і VTS                               |
| 2.0 16V       | 1997 см³ | 130 kW (177 к.с.) при 7000 об/хв | 202 Нм при 4750 об/хв      | 2004–2008    | тільки трьохдверний, як VTS                |
| Дизельні      |          |                                  |                            |              |                                            |
| 1.6 HDi       | 1560 см³ | 66 kW (90 к.с.) при 4000 об/хв   | 215 Нм при 1750 об/хв      | 2004–2009    |                                            |
| 1.6 HDi (FAP) | 1560 см³ | 80 kW (109 к.с.) при 4000 об/хв  | 240 Нм при 1750 об/хв      | 2004–2010    |                                            |
| 2.0 HDi (FAP) | 1997 см³ | 100 kW (136 к.с.) при 4000 об/хв | 320 Нм при 2000 об/хв      | 2004–2009    | з 2008 тільки для 6-ст. АКПП               |
| 2.0 HDi (FAP) | 1997 см³ | 103 kW (140 к.с.) при 4000 об/хв | 320 Нм при 2000 об/хв      | 2008–2010    |                                            |

- Всі двигуни рядні чотирициліндрові
- Всі дизельні двигуни (за винятком версії з 90 к.с.) в стандартній комплектації з фільтром сажі

### C-Triomphe
На автосалоні в Женеві 2006 року представлений варіант седана для китайського ринку під назвою Citroën C-Triomphe. У Китаї модель седана користуються величезною популярністю. C-Triomphe набагато більший, ніж версія хетчбек (довжина 4802 мм, колісна база 2710 мм) і виготовляється на заводі Dongfeng Peugeot-Citroën Automobile в Китаї з 2006 року.

### C4 Pallas / C4 Sedan
Представлений в 2007 році Citroën C4 Pallas базується на основі моделі C-Triomphe і будується в Аргентині для ринку Південної Америки.
В Аргентині та Бразилії (і Угорщині) продавався як C4 Pallas, та експортувався, з 2008 року, як C4 Sedan на деякі ринки Південної Америки й Південної та Центральної Європи, такі як Іспанія та Греція тощо.

"Citroën
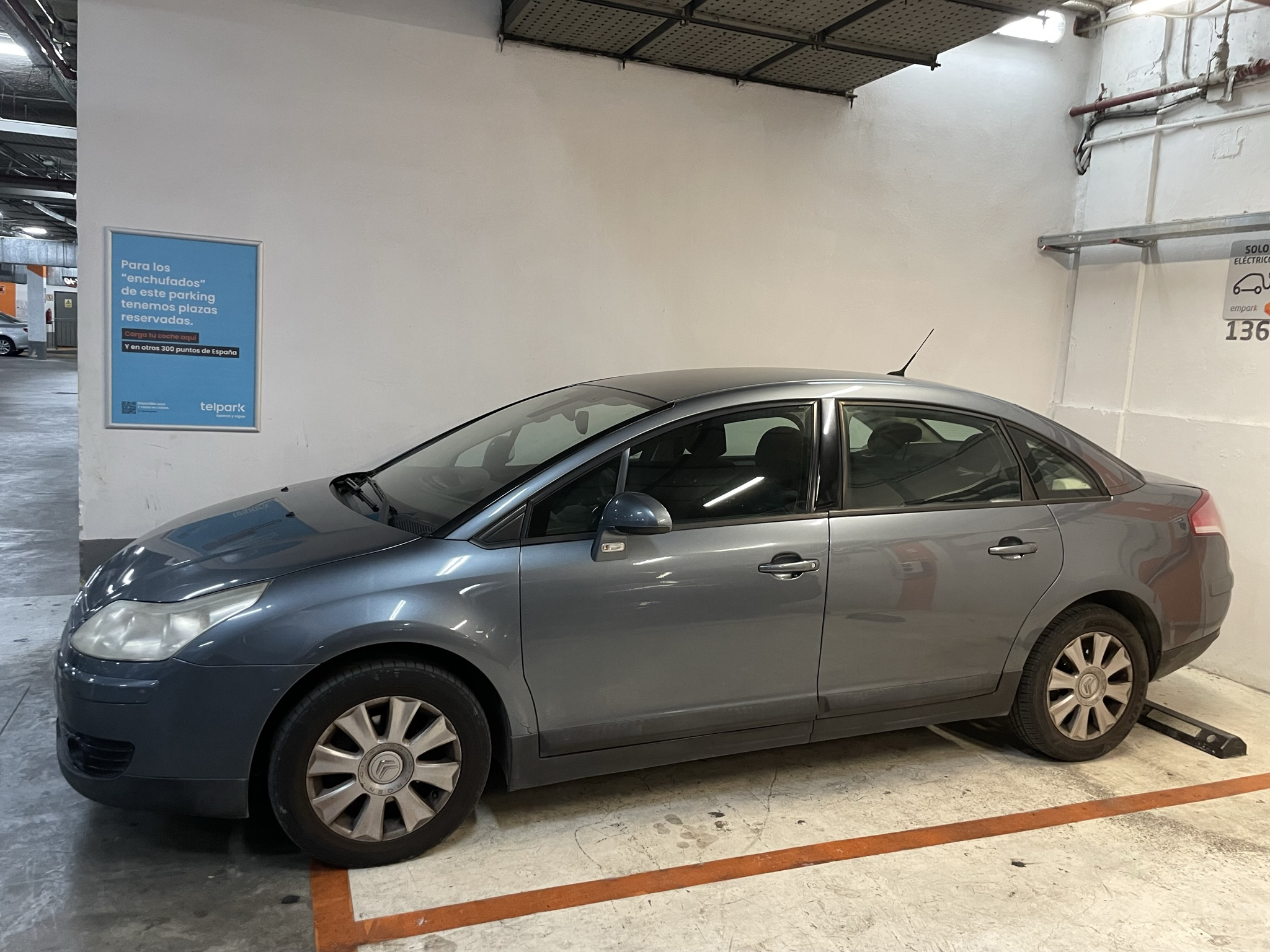
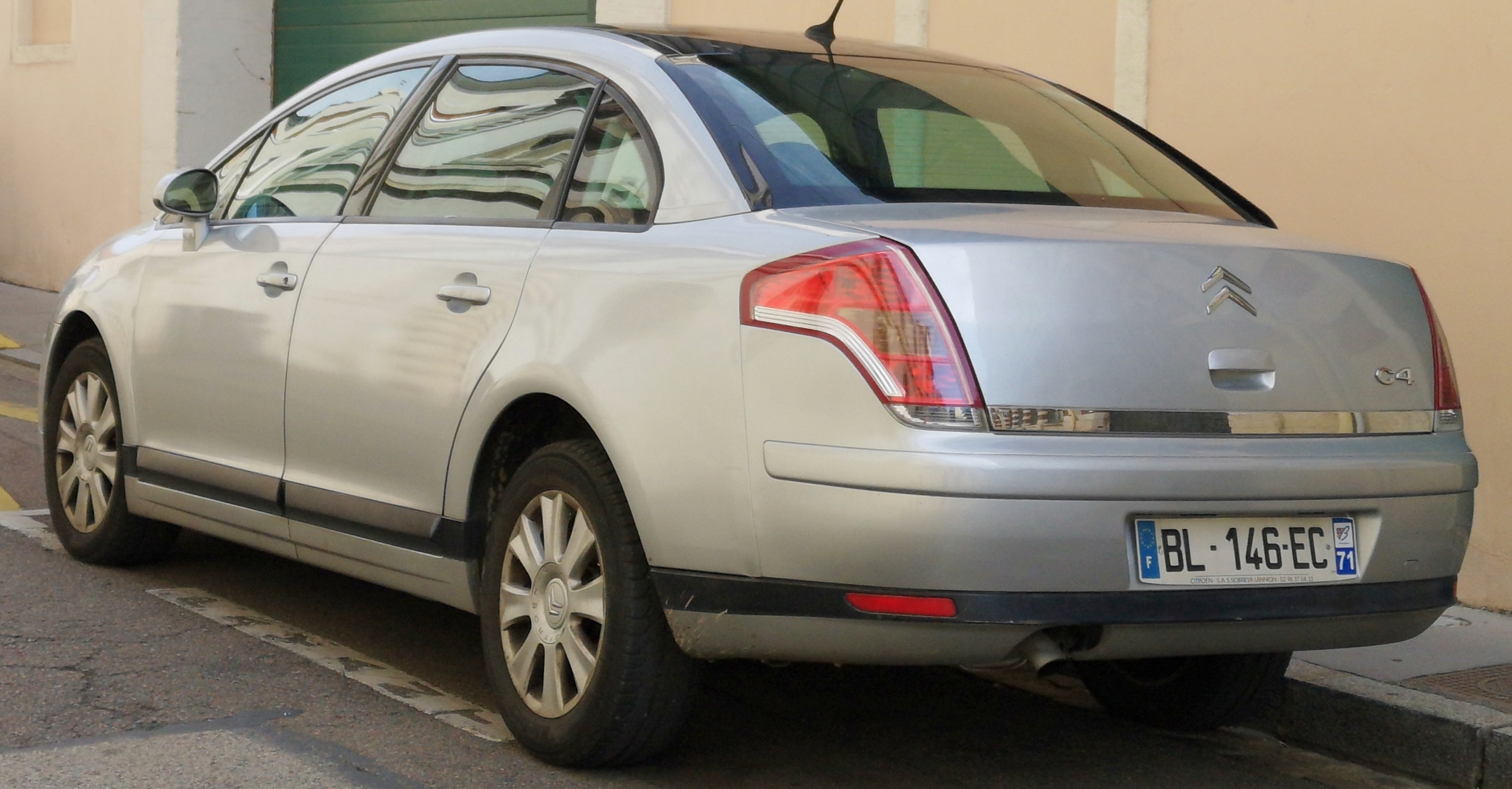

- Citroën C4 Sedan (Європа)

### C-Quatre
Citroën C-Quatre це седани і хетчбеки розроблені на основі Citroën C4, і вперше були показані на Шанхайському автосалоні в 2009 році. З тих пір вони продаються виключно в Китаї зі старими 1,6- і 2-літровими бензиновими двигунами. У порівнянні з C-Triomphe, седан C-Quatre менший за розмірами (довжина 4588 мм, колісна база 2610 мм), є більш дешевим і з модним дизайном.
Наприкінці 2011 року хетчбек отримав позашляховий варіант під назвою C4 Cross. У 2012 році Citroën представив на Шанхайському автосалоні нову версію з фейсліфтингом всієї лінійки C-Quatre.

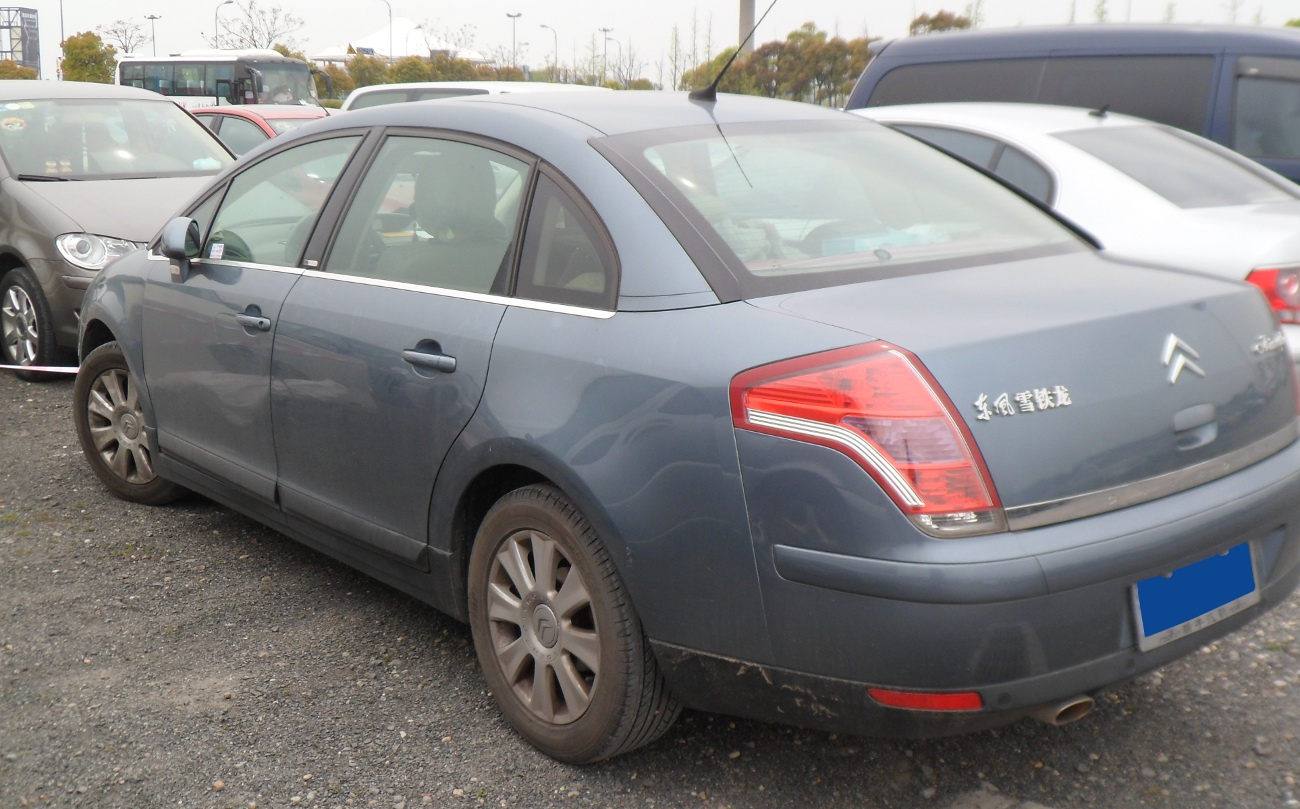
Citroën C-Triomphe
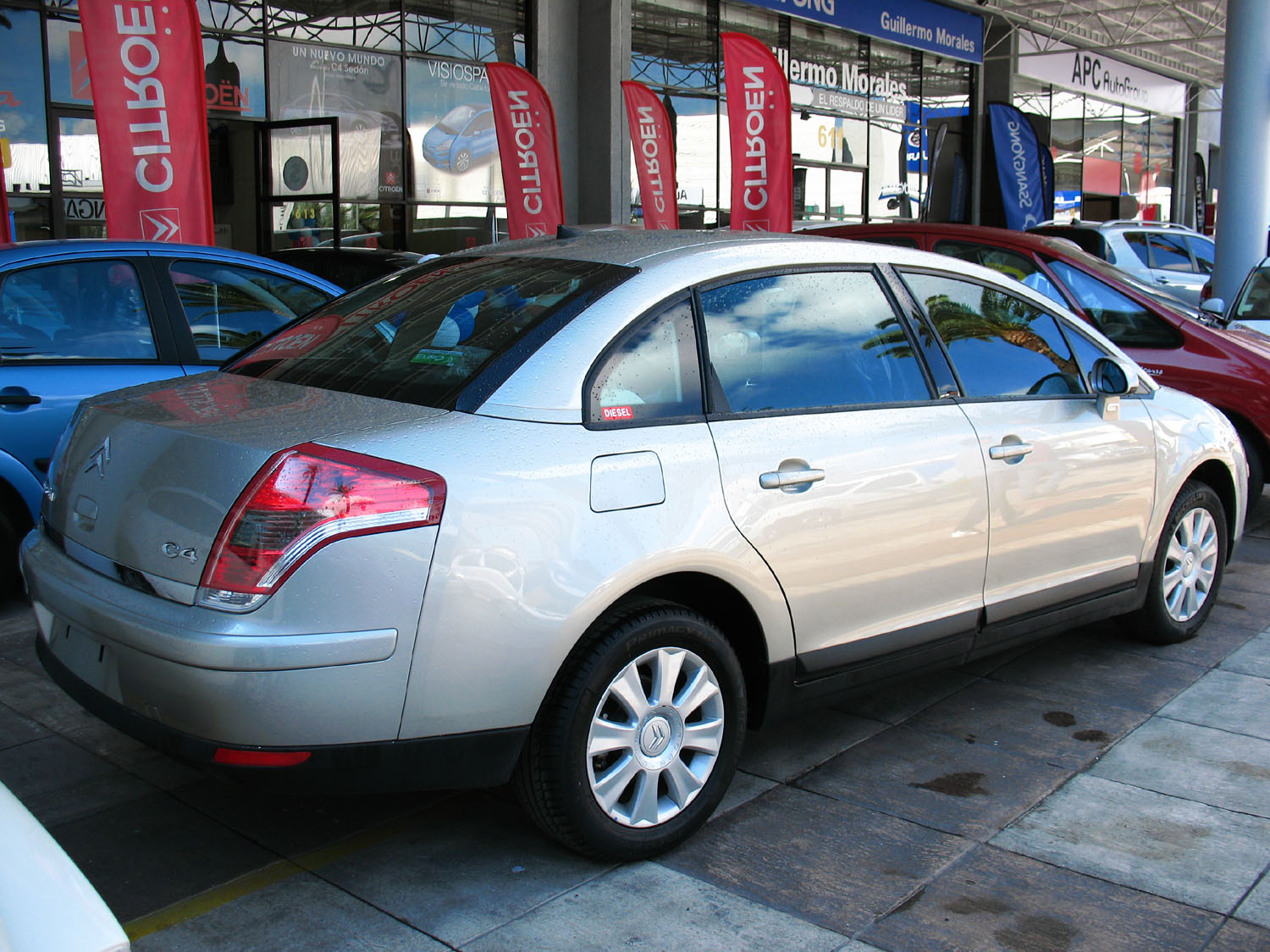
Citroën C4 Pallas
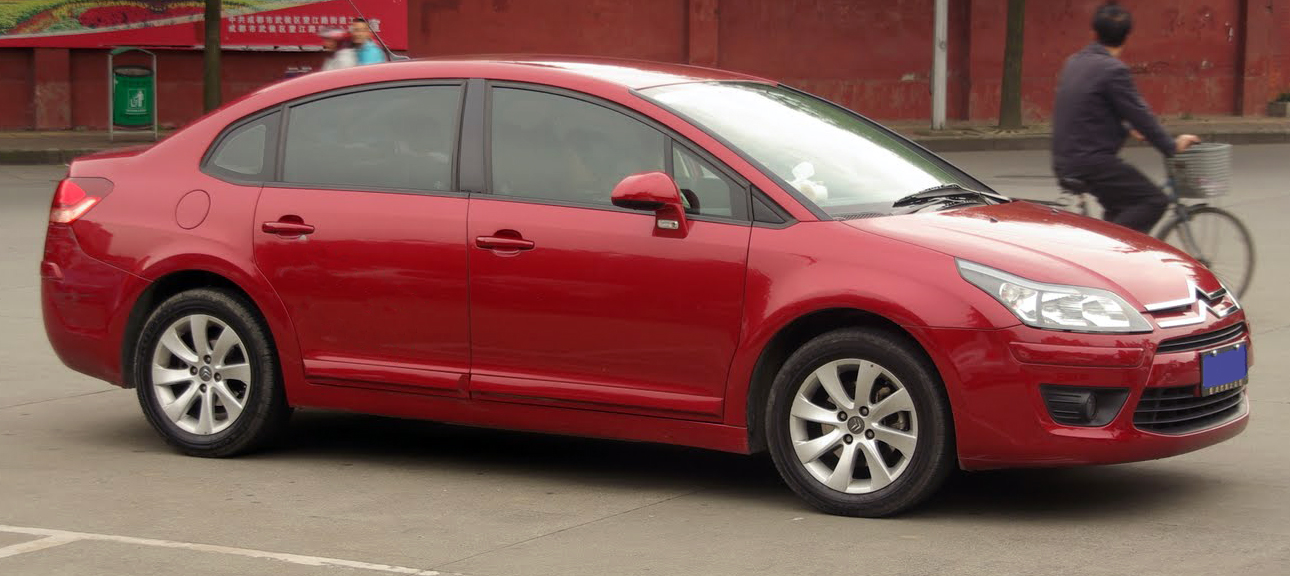
Citroën C-Quatre
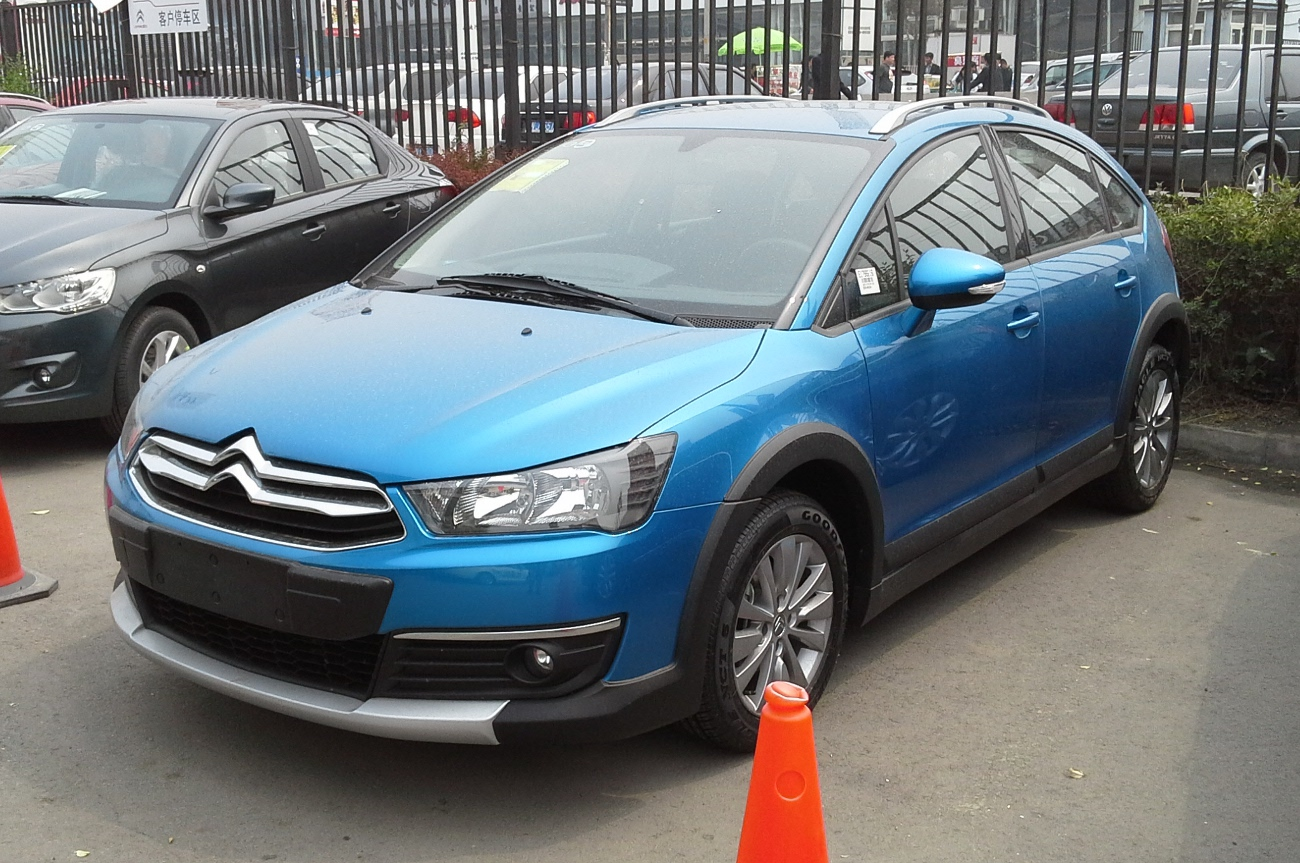
Citroën C-Quatre Cross (фейсліфтинг)

### C4 Sega (saloon, BZ3; 2015)
У Китаї версія седана під простою назвою Citroën C4 (або за повною назвою Dongfeng Citroën C4 Sega; іноді транскрибується C4 Shijia) була доступна з 2015 по 2019 рік. Його внутрішній код проекту – BZ3. Citroen C4 був заснований на оригінальному Citroen C-Quatre (який він швидко замінив), на тій же старій платформі й однаковою колісною базою, і обидва автомобілі також мали спільний 1,6-літровий базовий двигун.
Розташований у китайському діапазоні між C-Elysée та C4L, седан Citroën C4 пропонував два бензинові двигуни: трициліндровий турбований двигун 1.2 PureTech потужністю 130 к.с. та старий атмосферний двигун 1.6 потужністю 117 к.с.
На відміну від C-Quatre, C4 став провалом у Китаї, за всю його кар'єру було виготовлено 102'597 автомобілів. Цей показник значно нижчий за показники продажів його попередника, 4-дверного C-Quatre, який досяг більшого обсягу продажів лише у 2012 році.

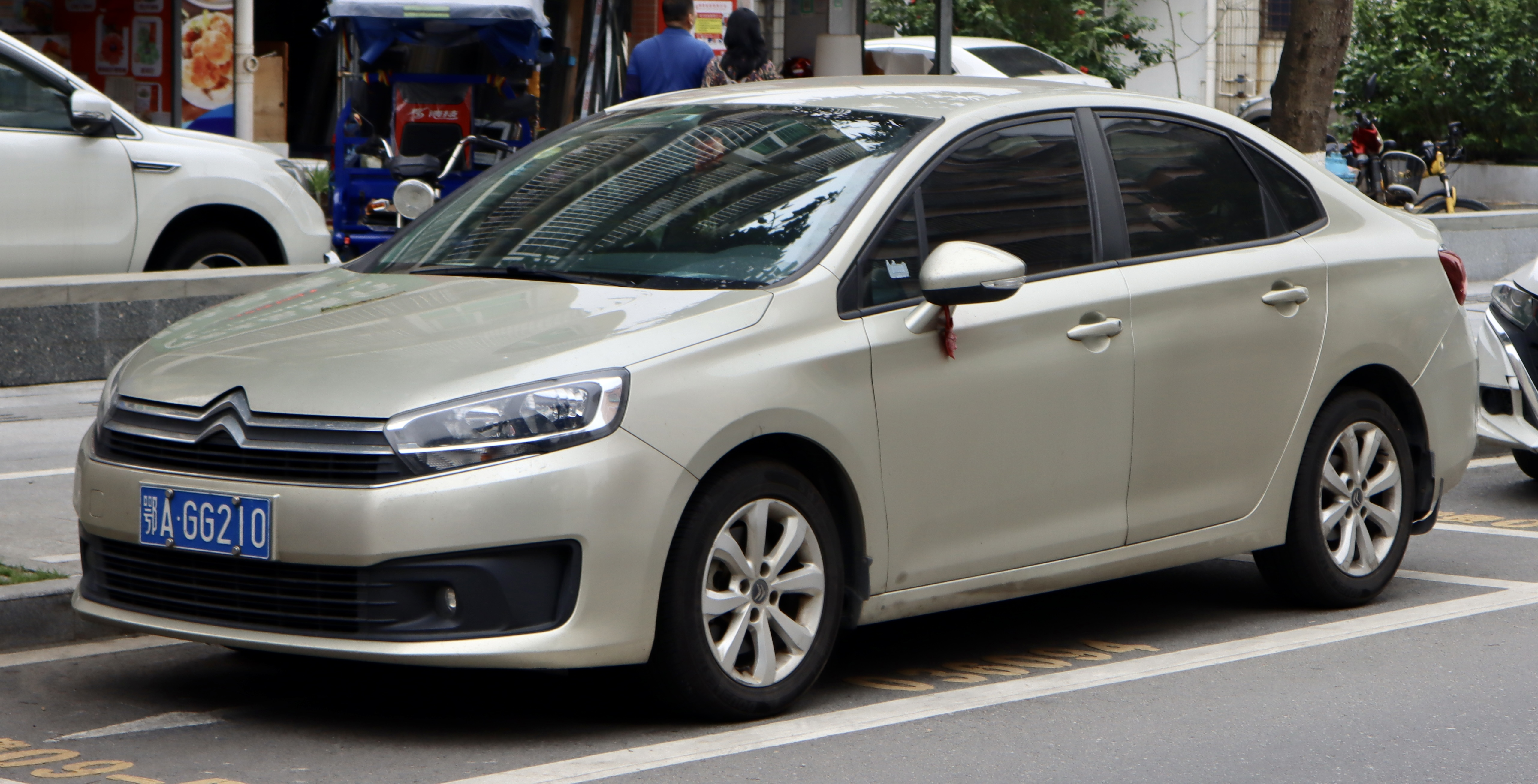
Citroën C4 Sega (saloon; Китай, вид спереду)
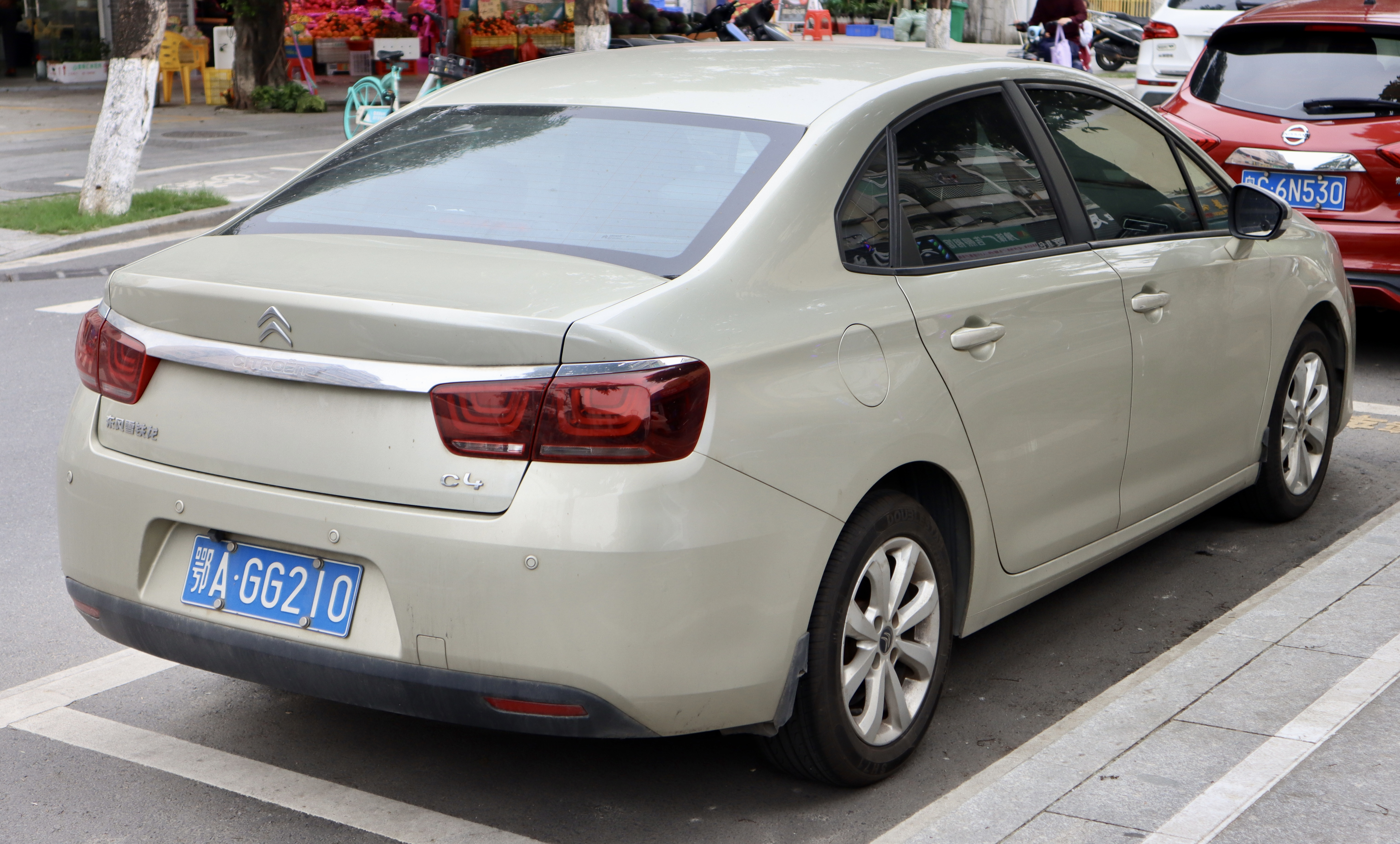
Citroën C4 Sega (saloon; Китай, вид ззаду)

### C4 WRC

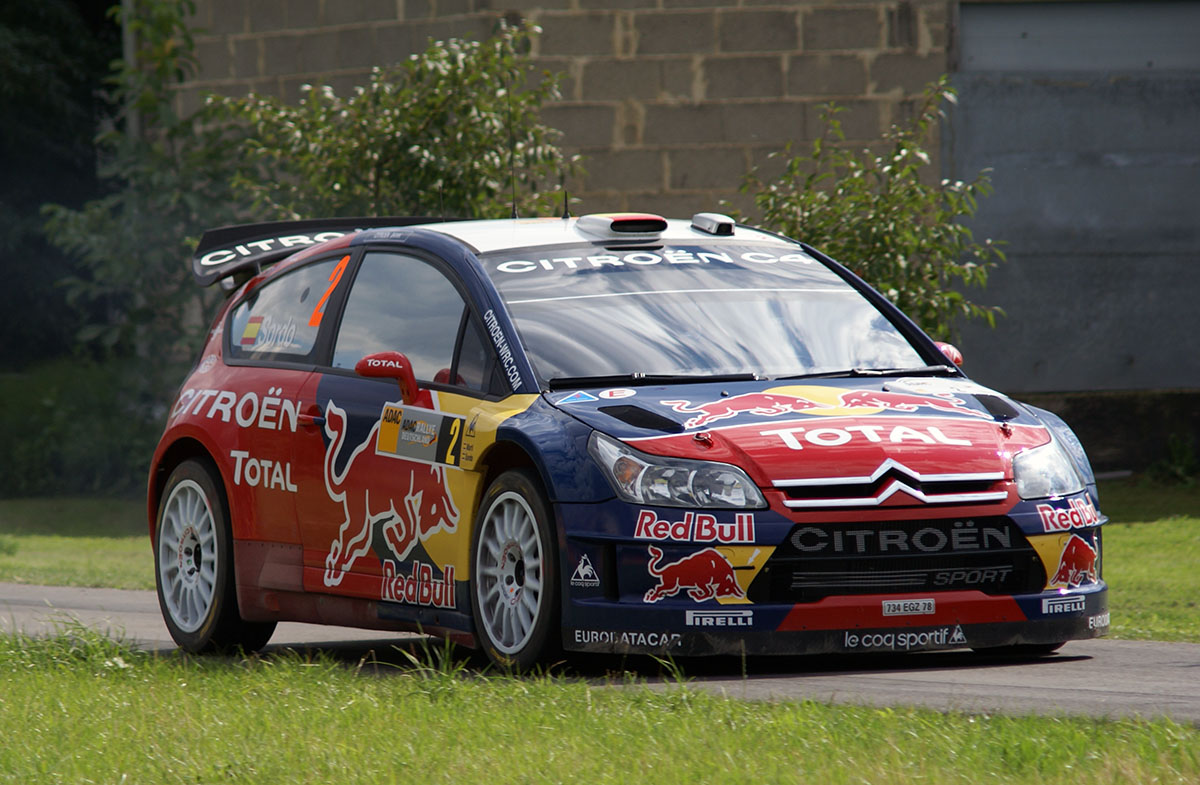
Citroën C4 WRC

З 2007 року Citroën C4 WRC розроблена на основі першого покоління брав участь в чемпіонаті світу з ралі. Ельзаський гонщик Себастьян Льоб на автомобілі C4 WRC ставав чемпіоном світу в 2007, 2008, 2009 і 2010 роках. C4 WRC побудований на основі C4 VTS Coupe потужністю 130 кВт (177 к.с.). Ралійна версія двигуна поставляється з турбонаддувом і розвиває 235 кВт (320 к.с.).

## Друге покоління (Typ N, B7; 2010—2018)

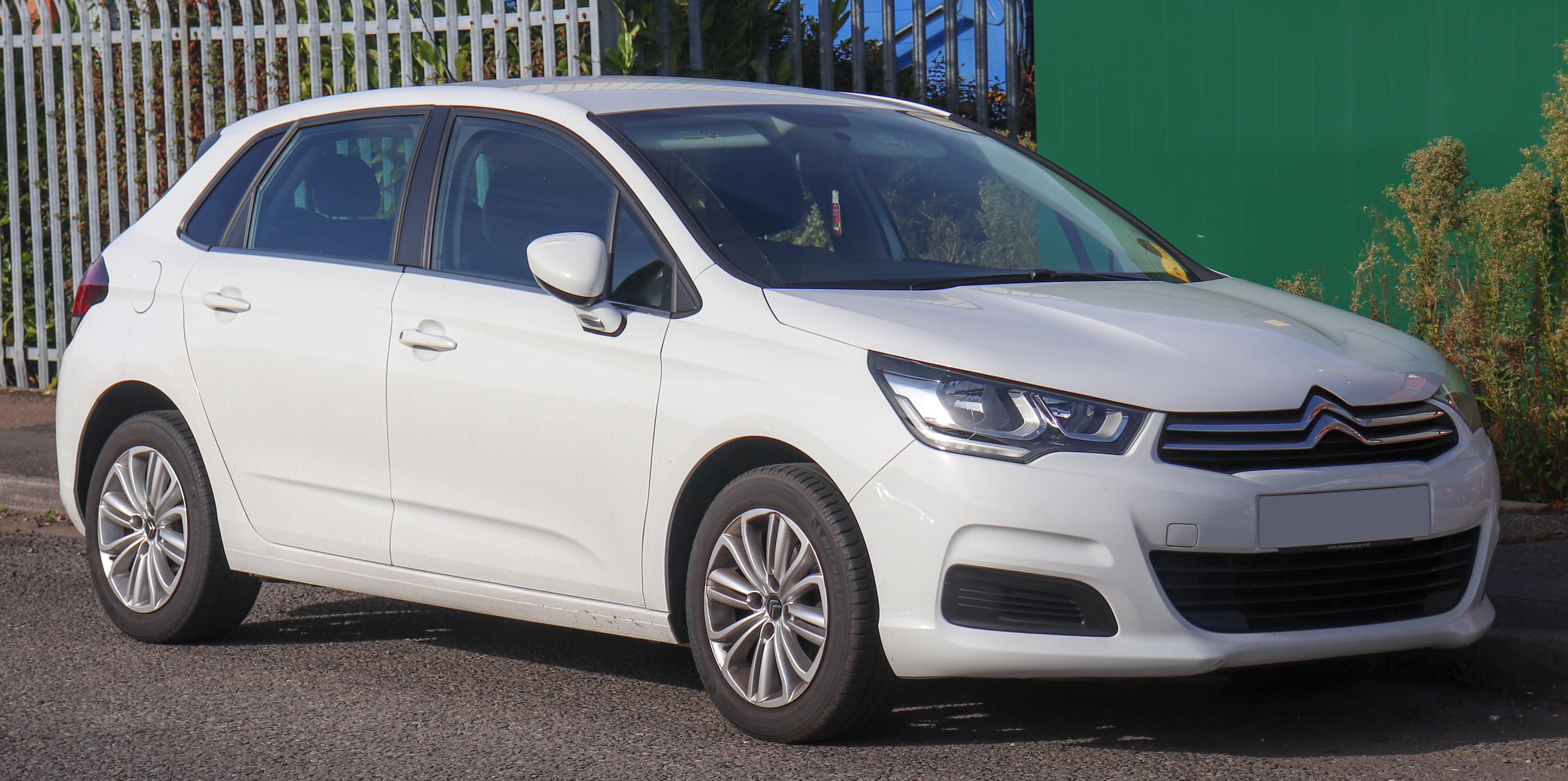
Citroën C4 (з 2015)

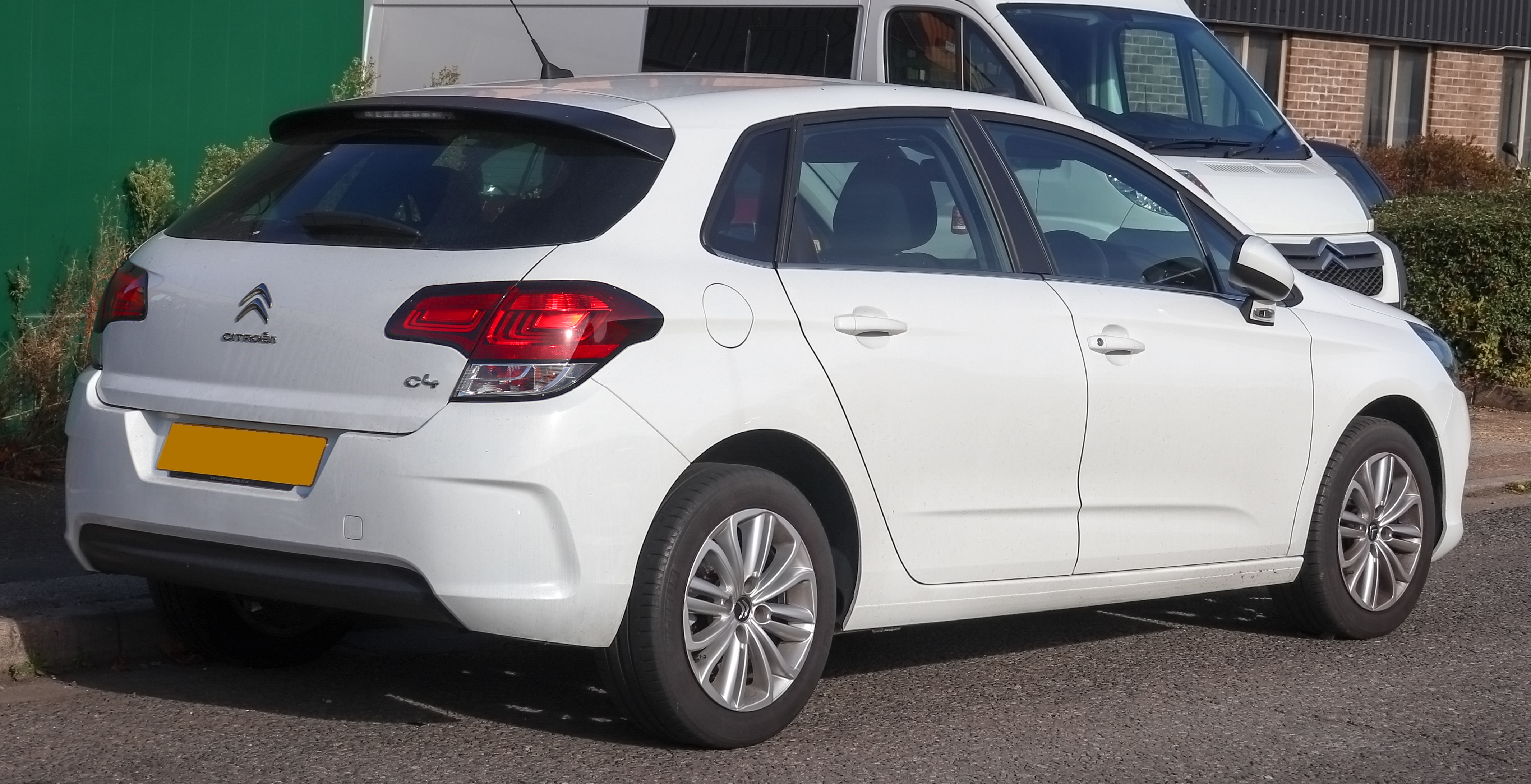
Citroën C4 (з 2015)

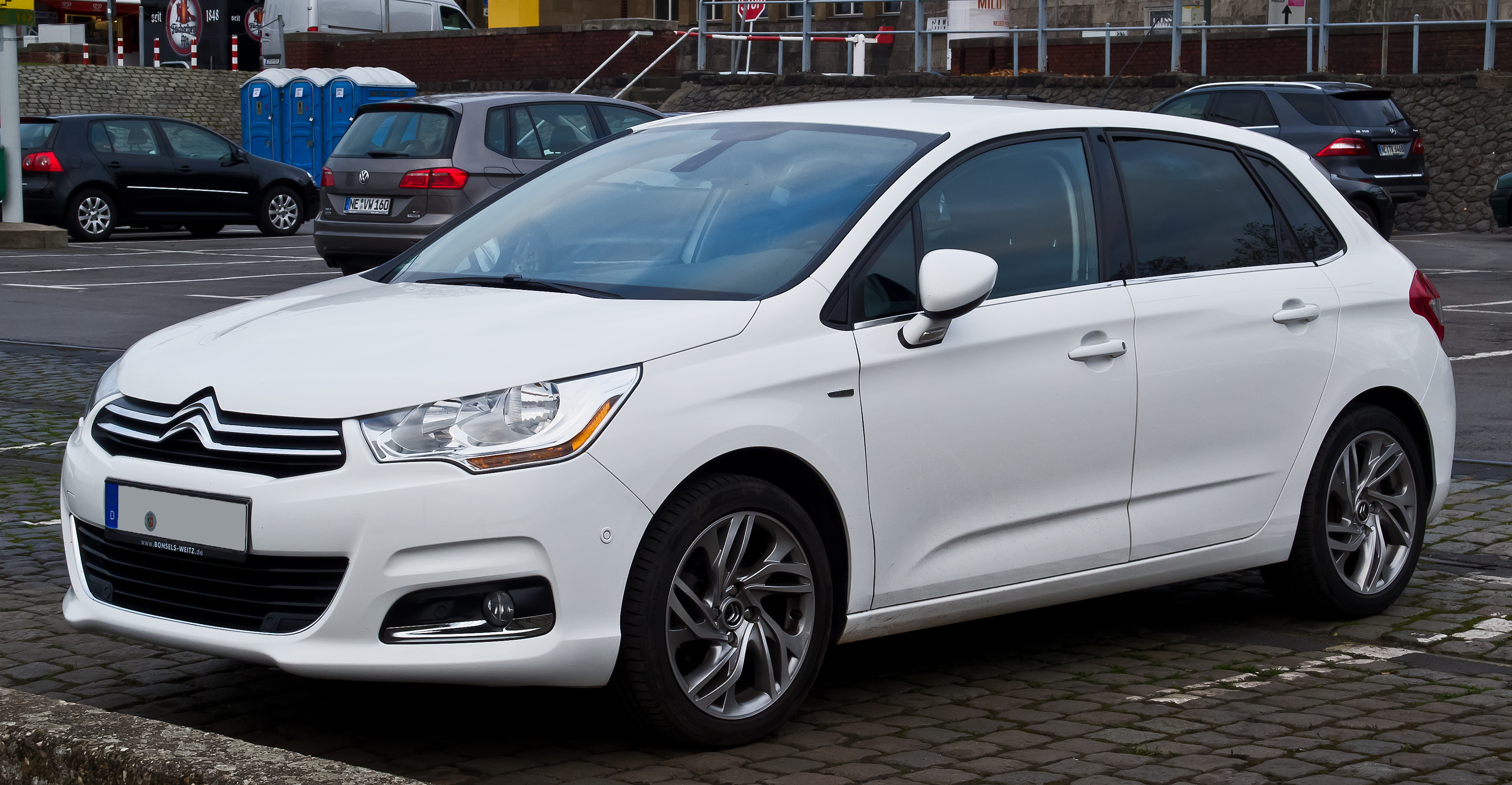
Citroën C4 (2010—2015)

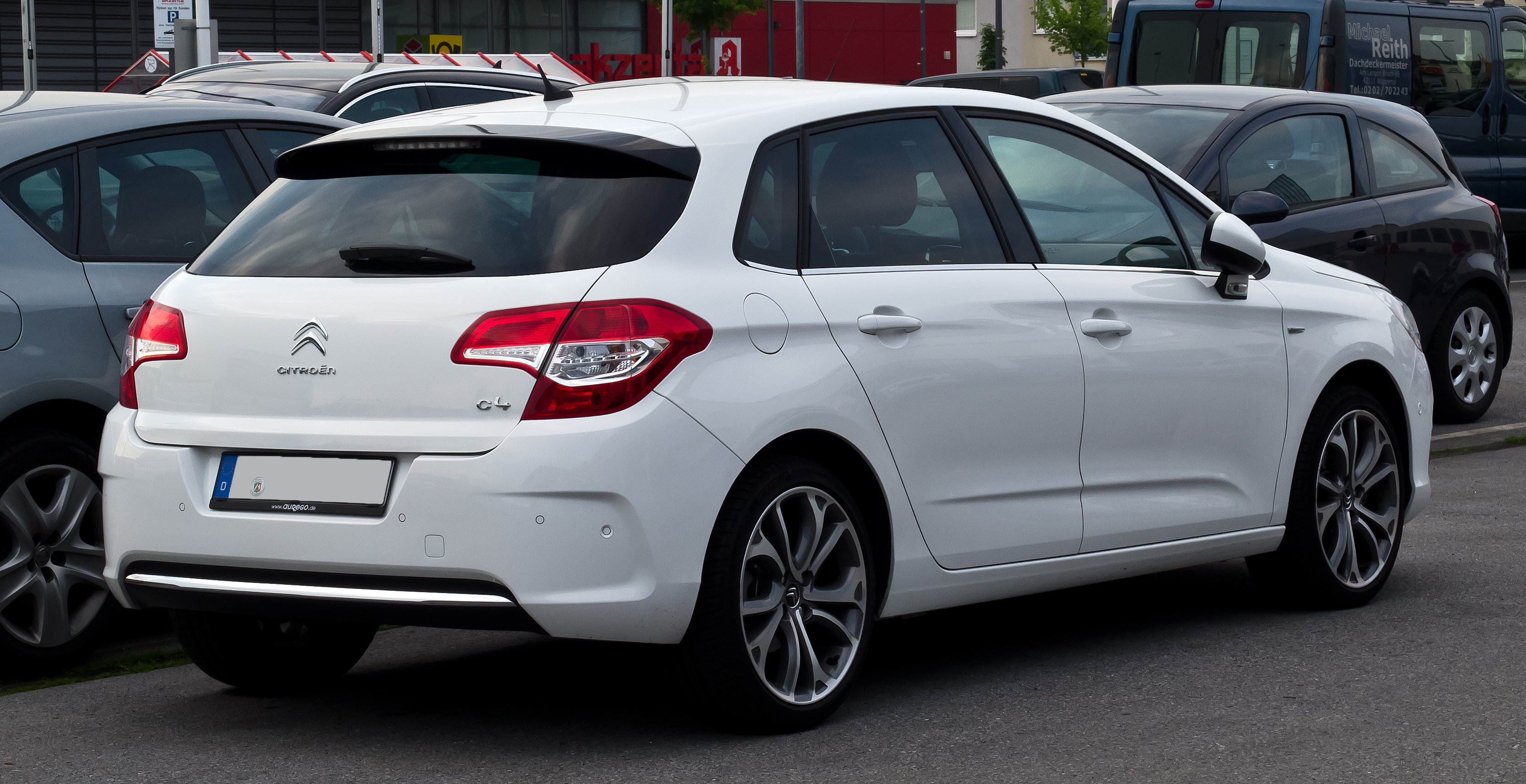
Citroën C4 (2010—2015)

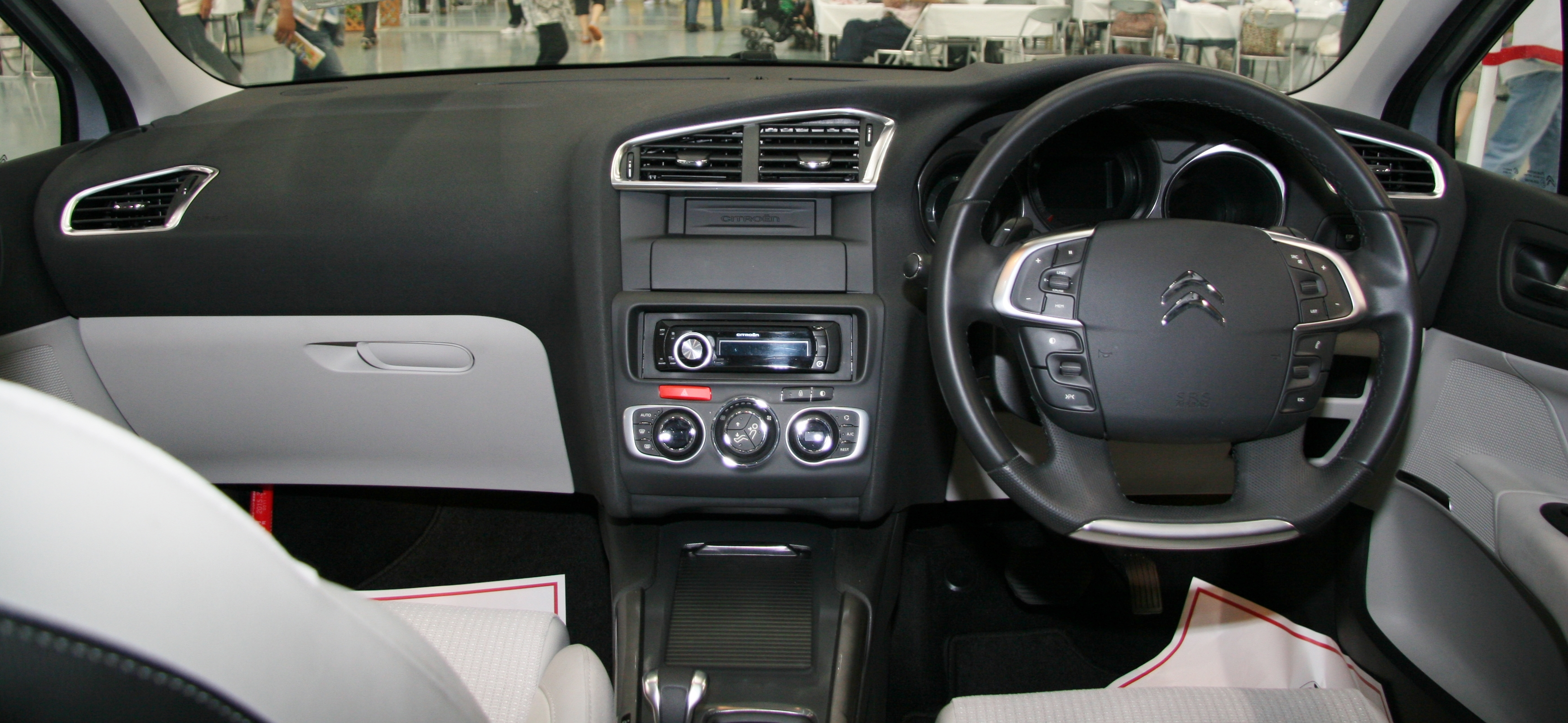
Салон
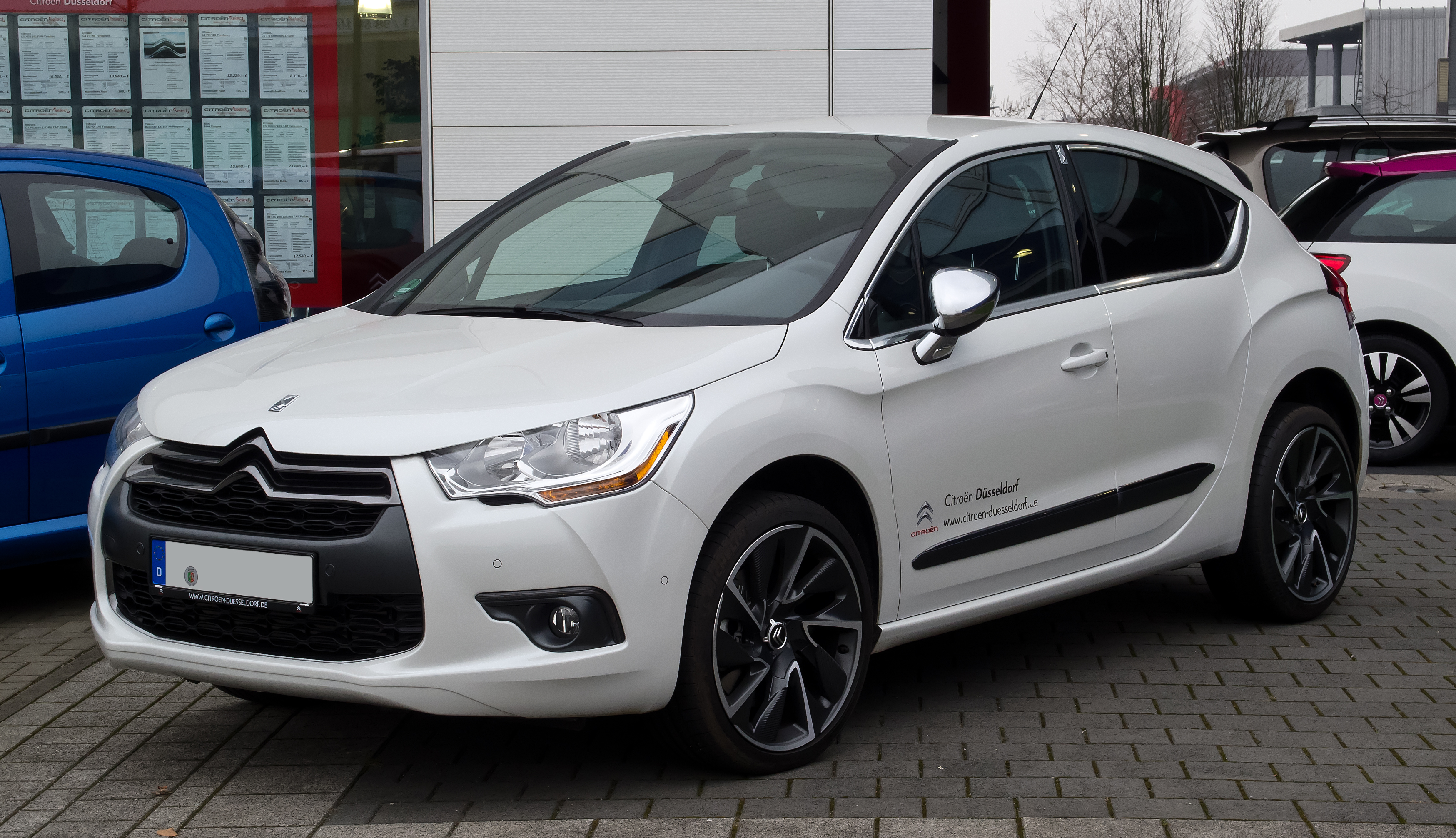
Citroën DS4

Citroën C4 другого покоління представлений на автосалоні в Парижі в жовтні 2010 року. Автомобіль являє собою п'ятидверний хетчбек. Трьохдверну версію замінив Citroën DS4 представлений в травні 2011 року.
C4 другого покоління це четверта модель концерну PSA, і друга самого Citroën, побудована на загальній модульній платформі PF2 2001 року, спроектованій під умовні вимоги ринкового сегмента C.
У порівнянні з Сітроен С4 першого покоління нова модель має ідентичні внутрішні розміри салону, колісну базу, і дуже близькі зовнішню ширину і висоту. У внутрішній структурі кузова збережені рівні відстань між точками кріплення передньої і задньої підвісок, однаковий передній підрамник, схожа енергопоглинаюча структура передньої частини. Довжина кузова змінилася незначно. У конструкції кузова збільшено відсоток міцних і високоміцних сталей. Жорсткість на кручення зросла на 25%. Дах не входить в силову схему кузова, що дозволило на окремих комплектаціях застосовувати замість стандартного сталевого даху панель із загартованого скла.
Лінійка бензинових моторів частково збереглася. Лінійка дизельних моторів була повністю змінена на мотори HDi третього покоління.
Розроблено абсолютно новий салон, із застосуванням більш якісних по фактурі матеріалів. У дизайні салону відбулося повернення до традиційної компоновці з приладовим щитком перед водієм, і відмова від використання деяких традиційно сітроеновскіх елементів, наприклад  — нерухомої маточини керма.
Європейському покупцеві було запропоновано три-чотири (в залежності від місця розташування) фіксованих комплектації, що розрізняються послідовно збільшується набором включених опцій; одна-дві комплектації для корпоративного клієнта, і плюс зазвичай одна особлива комплектація, найближче підходить під маркетингові цілі Сітроена на даному ринку. Також, для кожної комплектації пропонувався невеликий набір додаткових опцій, установка яких проводилася за бажанням замовника. Отримання унікальної машини з базовій комплектації шляхом нанизування тільки потрібних замовнику опцій - неможливо. Зовнішні відмінності комплектацій мінімальні — декоративні і аеродинамічні елементи практично ідентичні.
Кольорів кузова - вісім. Салон являє собою комбінацію з єдиної для всіх комплектацій колірної і Мультифактурні «основи», що включає в себе всі елементи салону, крім оббивки сидінь і вставок в дверні панелі. Оббивка сидінь і дверні панелі, і створюють основу колірного рішення салону, представлені двома кольорами: темним і світлим; і чотирма фактурами оббивки сидінь: два варіанти тканини, тканину + шкіра, шкіра. Що в підсумку дає шість фактурно-колірних варіантів обробки салону.
Опції — типові для машин ринкового сегменту З початку 2010-х років, і являють собою або функції або пристрої спрямовані на підвищення зручності експлуатації машини в штатних режимах і безпеки водіння, або різні функціональні можливості сидінь і трансформації салону. З досить рідкісних для машин C-сегмента опцій можна відзначити лише панорамний скляний дах, систему контролю сліпих зон і систему визначення доступного місця при парковці. Будь-які опції псевдоспортивного характеру принципово відсутні.
У 2015 році відбувся редизайн, в ході якого автомобіль отримав нові версії двигуна та більш привабливу стилізацію, включаючи литі диски коліс та хвостові вогні. Придбати C4 можна у комплектації Touch, Feel та Flair. Модель Touch постачається зі світлодіодними фарами, функцією регулювання сидіння по висоті, RDS MP3/CD програвачем на шість динаміків, дзеркалами з електроприводом, круїз-контролем та системою кондиціонування повітря. Модель Feel пропонує: 16-дюймові литі диски коліс, DAB радіо, MP3, CD-програвач та Bluetooth. До бази моделі Flair входять: передні протитуманні фари, 7-дюймовий сенсорний екран, сенсори заднього ходу, двозонний клімат-контроль, автоматичні фари та склоочисники. Про безпеку людей у салоні дбають шість подушок безпеки. Автомобіль отримав систему безпеки «eTouch», яка дозволить водієві зв’язатись з рятувальними службами у разі аварії.
- Салон
- Citroën DS4

### Двигуни
| Модель                  | Об'єм    | Потужність                       | Крутний момент        | Роки випуску    | Примітки                                   |
| ----------------------- | -------- | -------------------------------- | --------------------- | --------------- | ------------------------------------------ |
| Бензинові               |          |                                  |                       |                 |                                            |
| VTi 95                  | 1360 см³ | 70 kW (95 к.с.) при 6000 об/хв   | 136 Нм при 4000 об/хв | з 10/2010       | (Variable valve lift and Timing injection) |
| 1,6i 110                | 1598 см³ | 80 kW (110 к.с.) при 5800 об/хв  | 147 Нм при 4000 об/хв | з 10/2010       |                                            |
| VTi 120                 | 1598 см³ | 88 kW (120 к.с.) при 6000 об/хв  | 160 Нм при 4250 об/хв | з 10/2010       | (Variable valve lift and Timing injection) |
| THP 155 EGS6            | 1598 см³ | 115 kW (156 к.с.) при 6000 об/хв | 240 Нм при 1400 об/хв | з 10/2010       |                                            |
| Дизельні                |          |                                  |                       |                 |                                            |
| HDi 90                  | 1560 см³ | 68 kW (92 к.с.) при 4000 об/хв   | 230 Нм при 1750 об/хв | з 10/2010       |                                            |
| HDi 110                 | 1560 см³ | 82 kW (112 к.с.) при 3600 об/хв  | 270 Нм при 1750 об/хв | 10/2010–12/2012 |                                            |
| e-HDi 110 EGS6 Airdream | 1560 см³ | 82 kW (112 к.с.) при 3600 об/хв  | 270 Нм при 1750 об/хв | 10/2010–12/2012 |                                            |
| HDi 115                 | 1560 см³ | 84 kW (114 к.с.) при 3600 об/хв  | 270 Нм при 1750 об/хв | з 01/2013       |                                            |
| e-HDi 115 EGS6 Airdream | 1560 см³ | 84 kW (114 к.с.) при 3600 об/хв  | 270 Нм при 1750 об/хв | з 01/2013       |                                            |
| HDi 150                 | 1560 см³ | 110 kW (150 к.с.) при 3750 об/хв | 340 Нм при 2000 об/хв | з 10/2010       |                                            |

- Всі двигуни рядні чотирициліндрові
- EGS6 (механічна коробка передач з електронним управлінням) є автоматизованою механічною коробкою передач, що дозволяє керувати без педалі зчеплення.

### C4L / C4 Lounge / C4 Sedan (B73; 2012—2020)
З 2012 року друге покоління Citroën C4 виготовляється в Китаї та рФ у кузові седан.
Citroën C4L (на деяких ринках модель називається C4 Sedan та C4 Lounge) розроблявся дизайн-центром Citroën в Шанхаї спеціально з прицілом на Китай, рФ і заодно для країн Південної Америки. При цьому по відношенню до хетчбеку не тільки змінилася задня частина, але і була проведена оптимізація конструкції кузова спереду (наприклад, змінено з'єднання переднього силового пояса, що гасить удар, і передньої стійки).

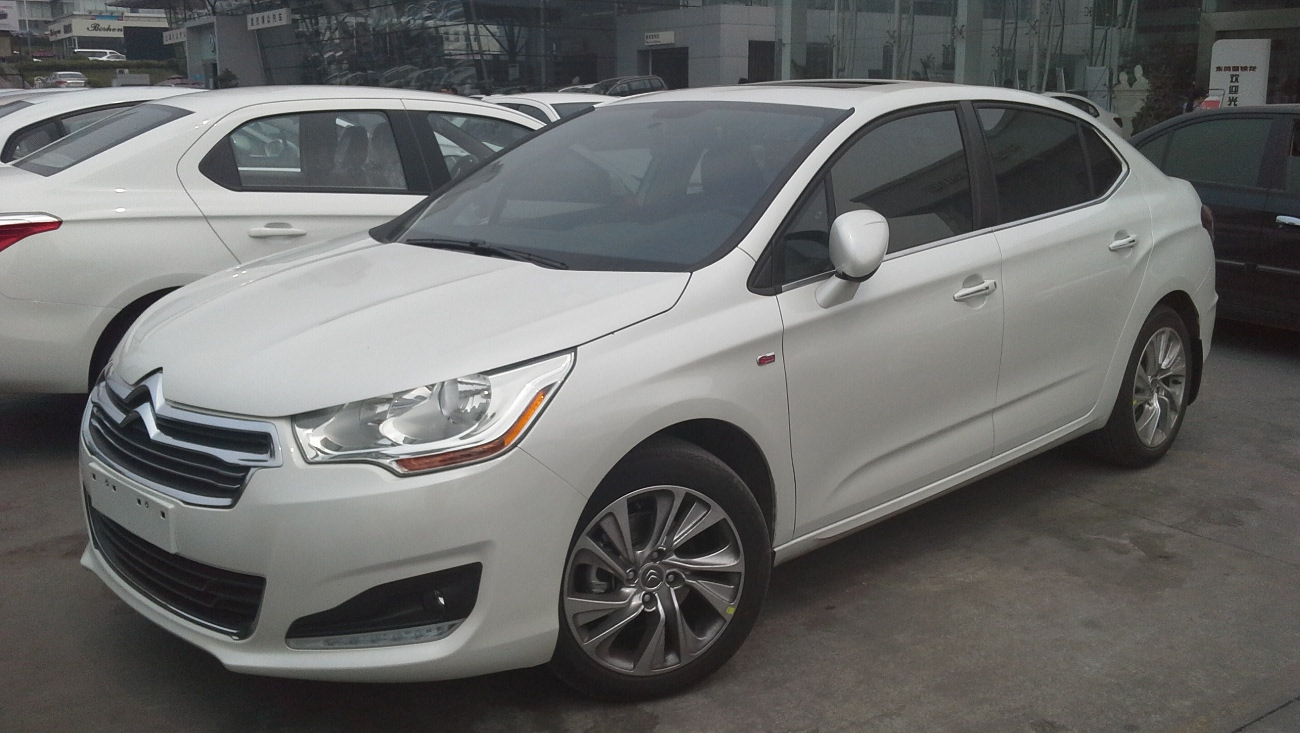
Citroën C4L (Китай, дорестайл)
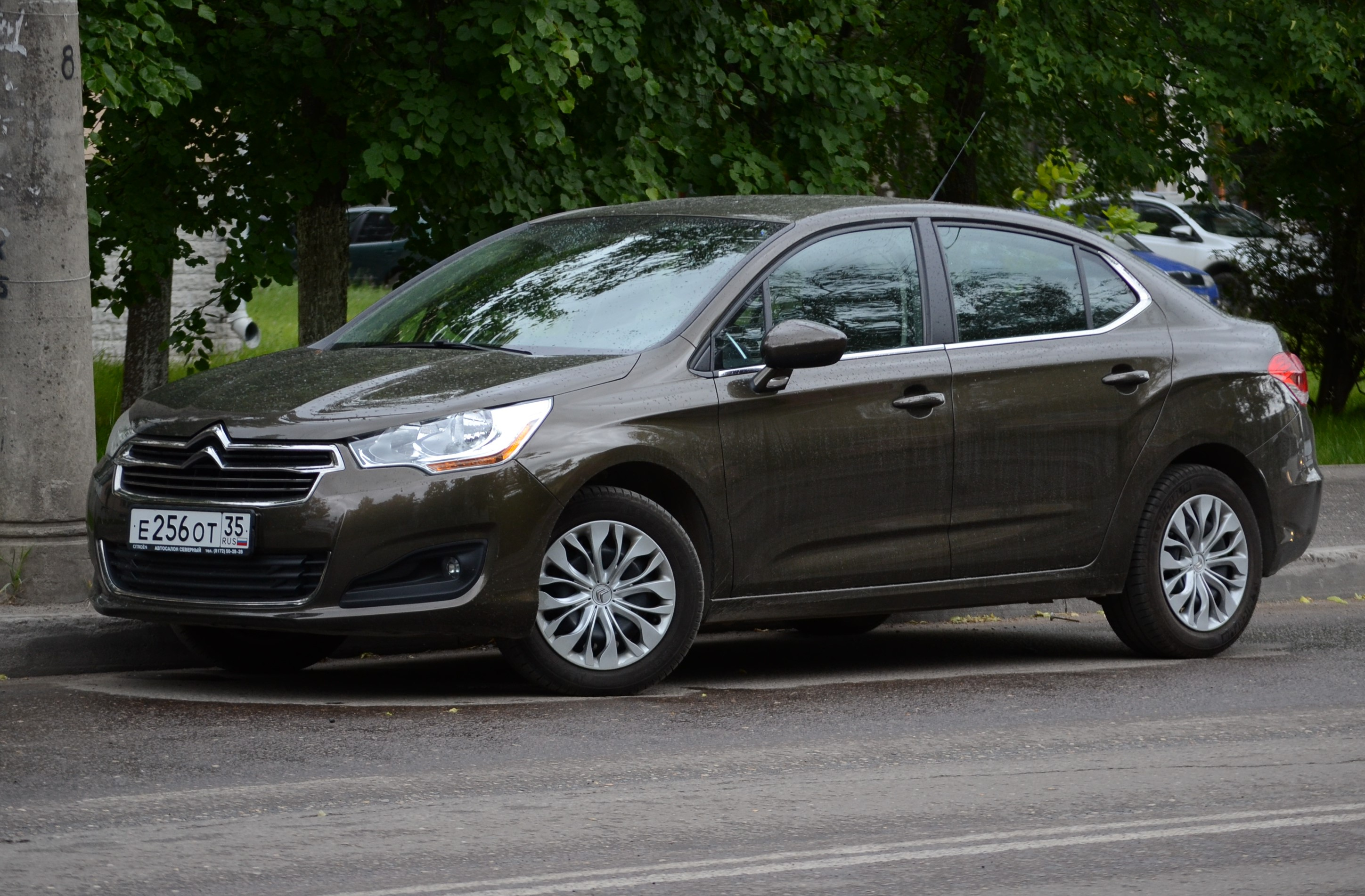
Citroën C4 Sedan (рФ, дорестайл)
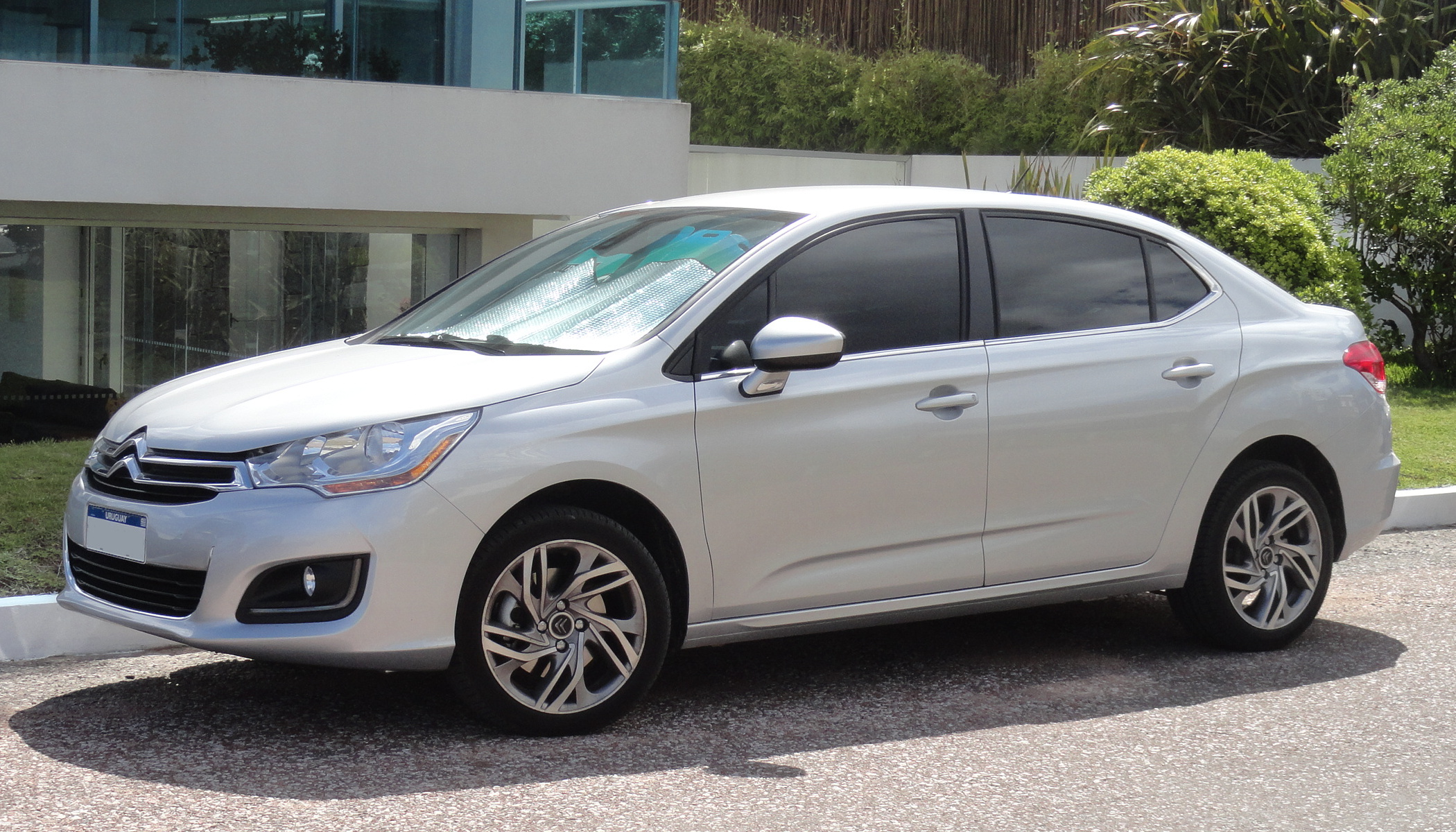
Citroën C4 Lounge (Південна Америка, дорестайл)
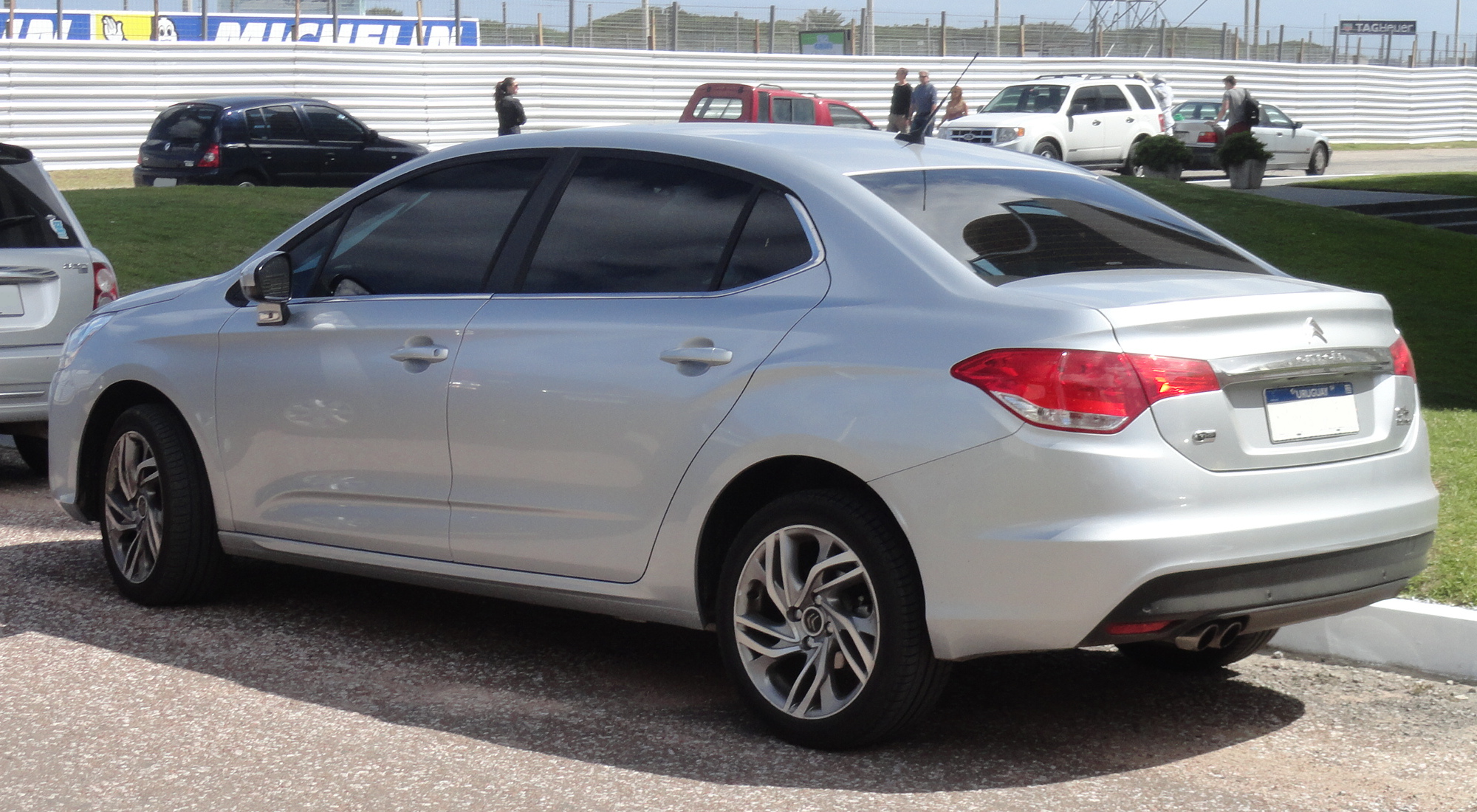
Citroën C4 Lounge (Південна Америка, дорестайл)
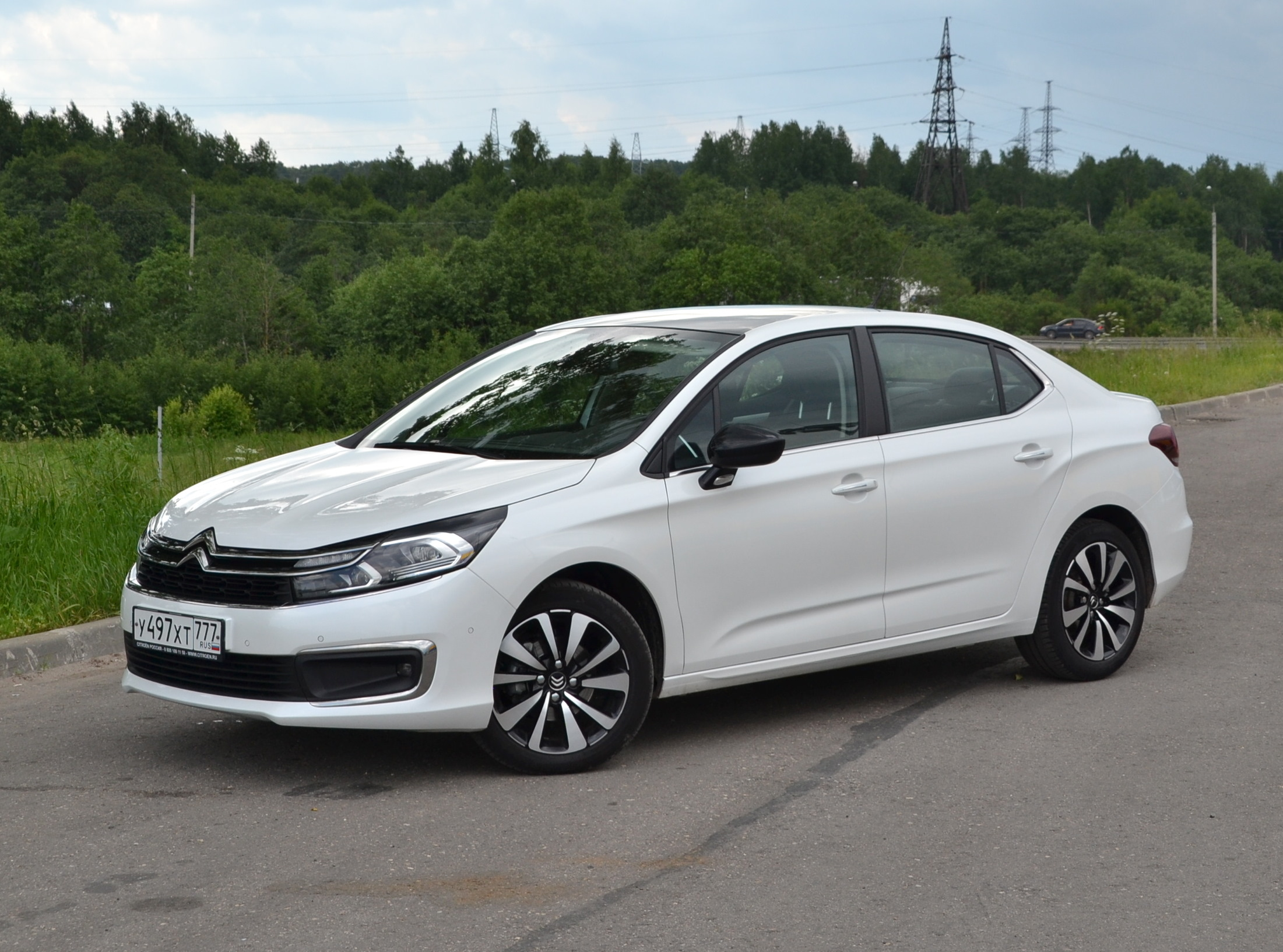
Citroën C4 Sedan (рФ, фейсліфт)
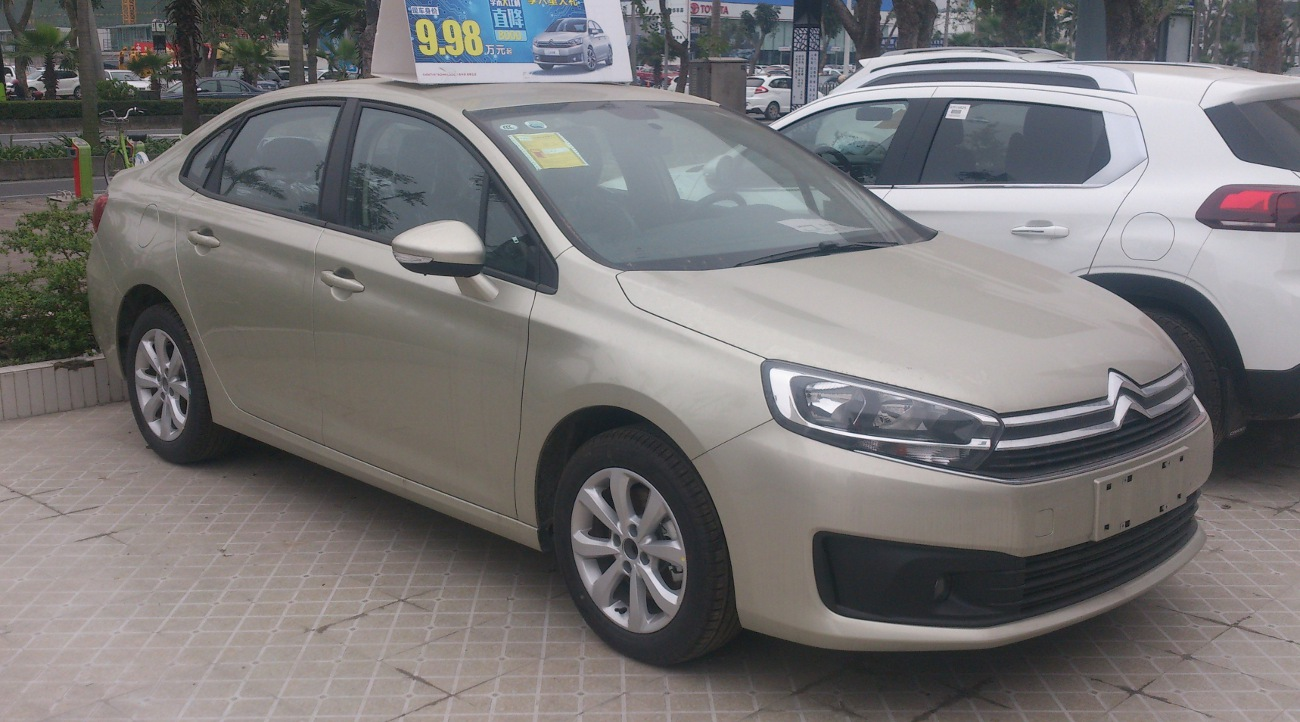
Citroën C4 II sedan (Китай, з 2016)
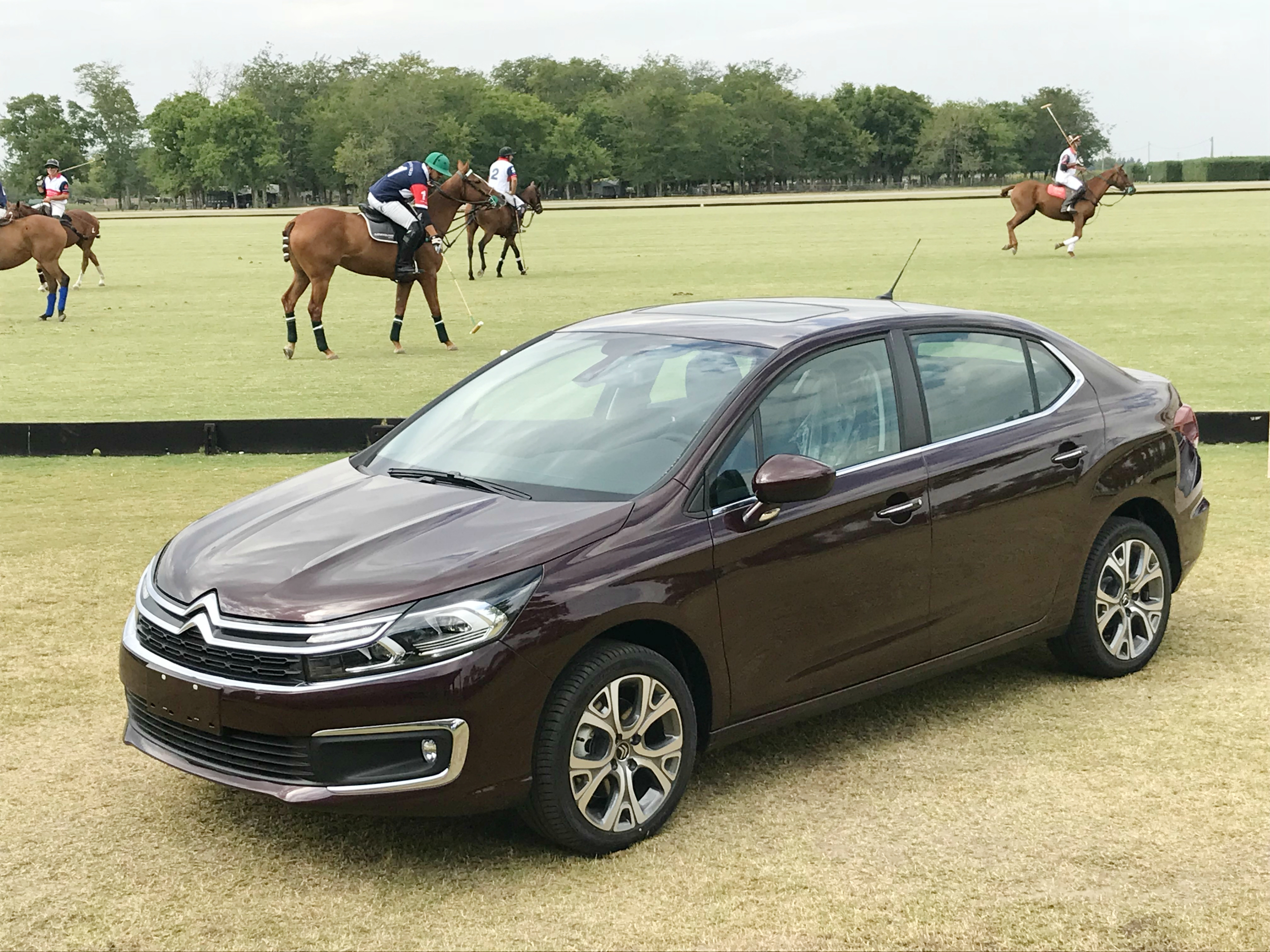
Citroën C4 Lounge (Аргентина, фейсліфт 2017)

### Двигуни
- 1.2 THP 136 к.с.
- 1.6 16V TU5JP4 110-117 к.с.
- 1.6 VTI Prince THP 155-170 к.с.
- 1.8 VTI 135 к.с.
- 1.6 16V HDi DV6TED4 110-115 к.с.

## Третє покоління (C41; з 2020)

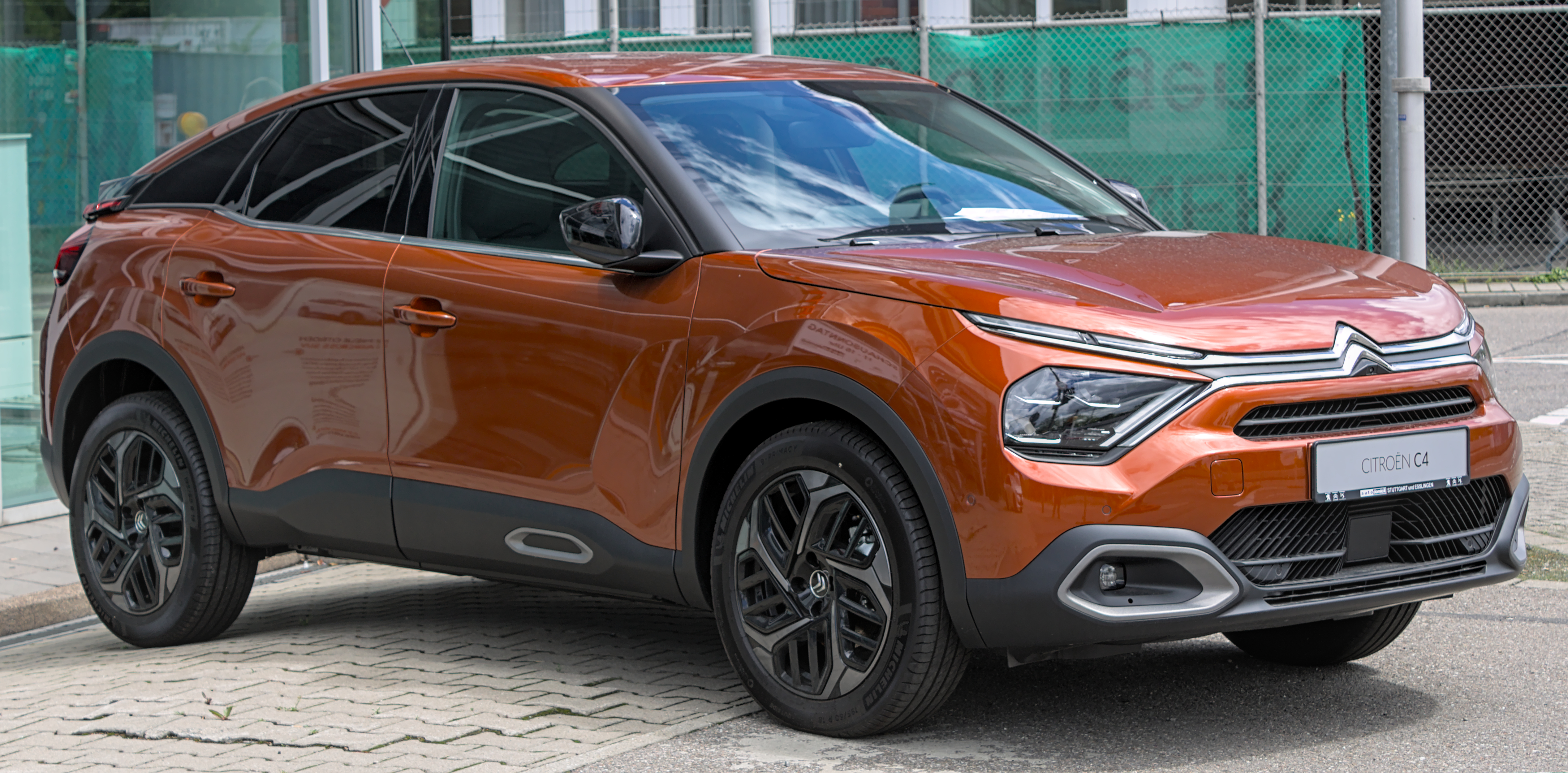
Citroën C4 III

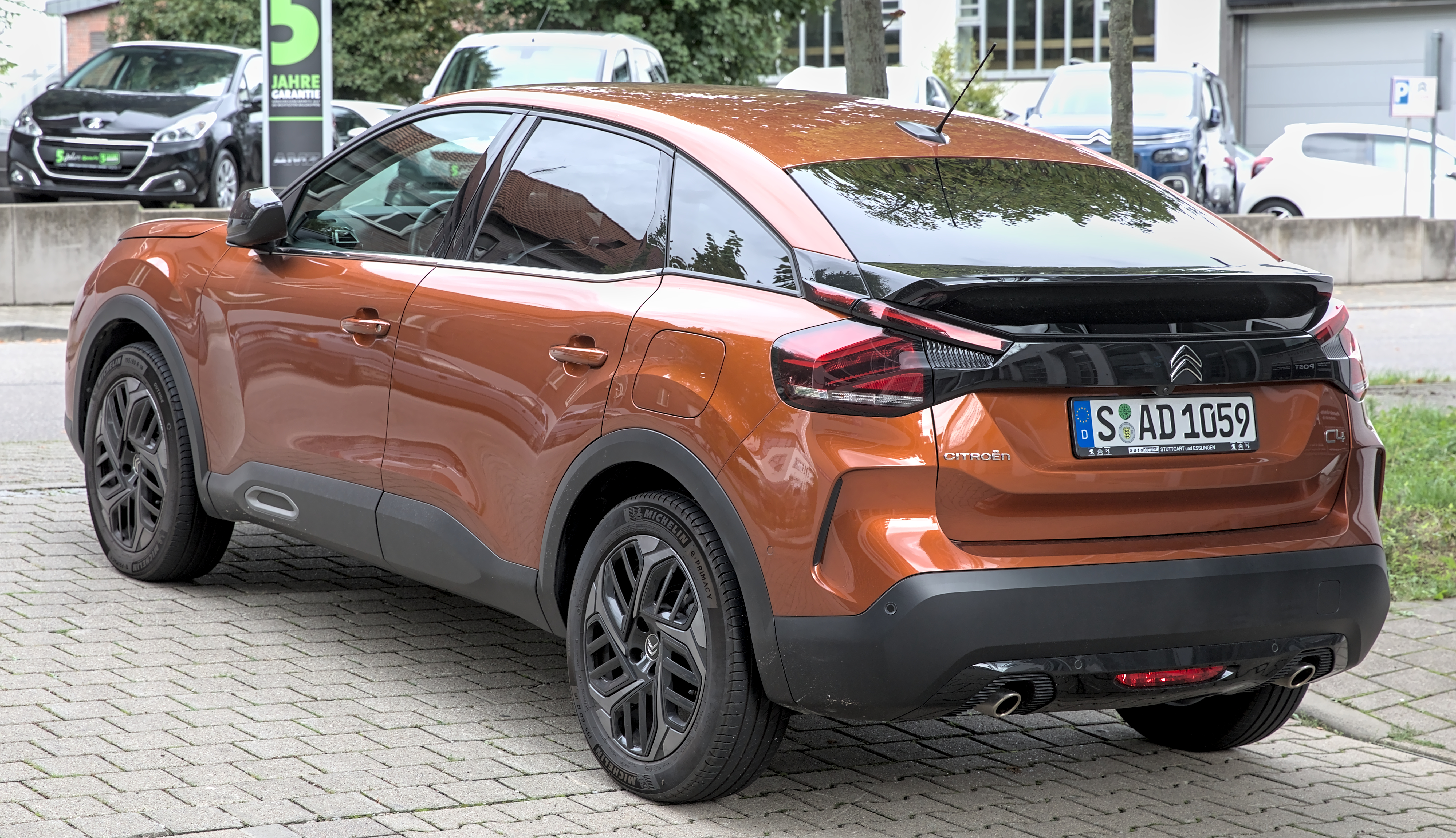
Citroën C4 III

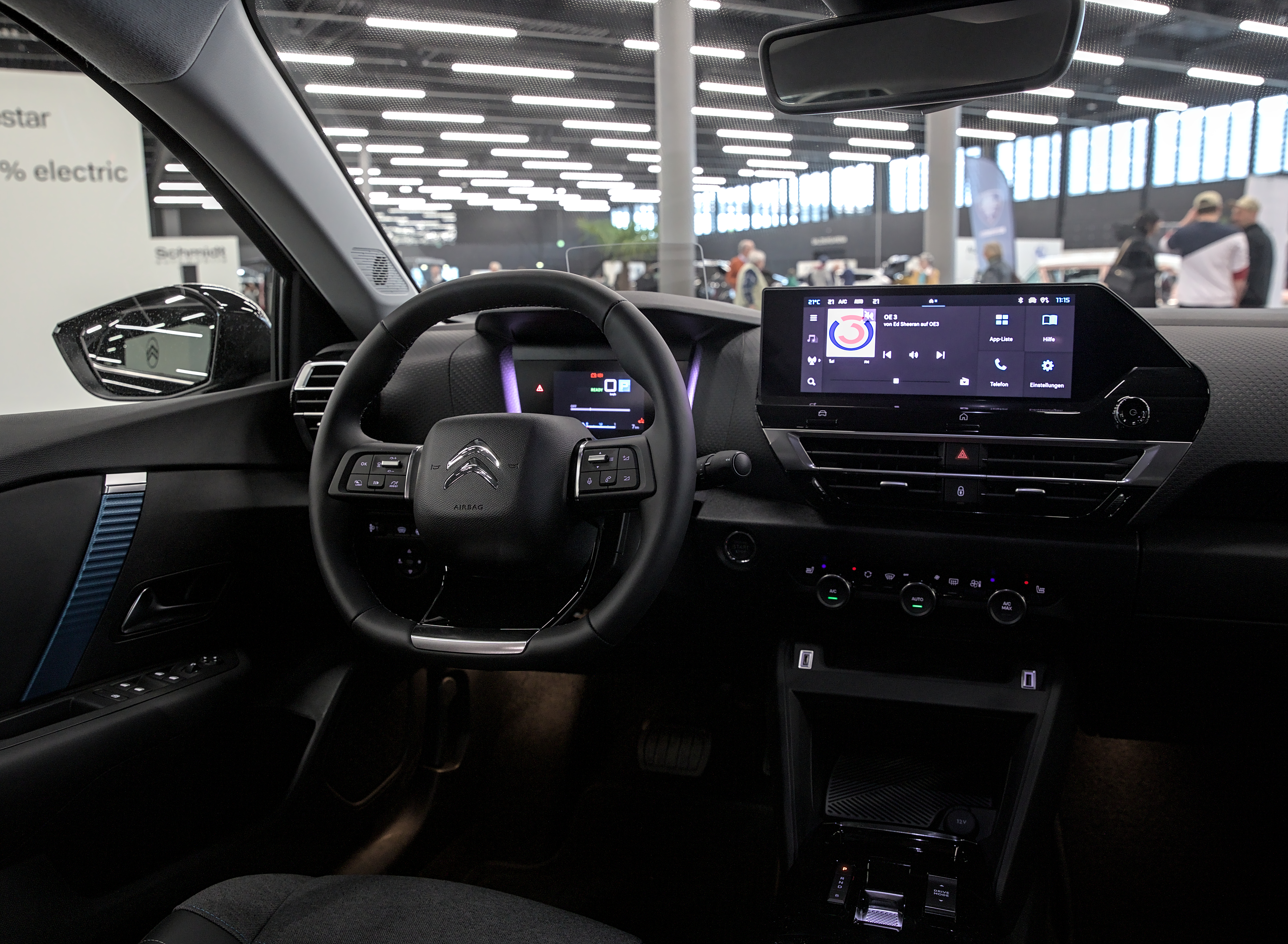

30 червня 2020 року дебютувало третє покоління моделі у вигляді хетчбек-кросовера. Автомобіль збудовано на платформі CMP/e-CMP, що й новий Peugeot 2008 B, DS3 Crossback, Opel Mokka B, Peugeot 208 B та Opel Corsa F.
Дизайн автомобіля розробляв П'єр Леклерк.
Довжина хетчбека дорівнює 4360 мм (+31 мм до попередника), ширина — 1800 мм (+11), висота — 1525 мм (+34), колісна база — 2670 мм (+62). Колісні диски — від 16 до 18 дюймів. Багажник — 380 л (паритет) або 1250 зі складеним другим рядом (+67 л).
Разом з машиною дебютувала технологія Smart Pad Support Citroën. Це інтегроване в приладову панель висувне кріплення під планшет з парою спеціальних оболонок під Apple iPad Air 2 або Samsung Tab A 10,5, і універсальною — під інші моделі. Зручності пасажирів в дорозі приділено особливу увагу. В салоні є 16 місць для зберігання дрібноти із загальним обсягом 39 л, в тому числі шухляда спереду з нековзним покриттям для зберігання планшета, відсіки на консолі, зони зарядки з портами USB і USB-C. В багажнику є двопозиційний плоский підлогу, який можна зафіксувати в похилому положенні. З боків же відсіку вбудовані гачки для сумок, а в спинці дивана — люк для лиж.
У 2022-му модельному році Citroën оновив дизайн колісних дисків C4 та додав на торпедо з боку пасажира тримач для смартфону.

### ë-C4

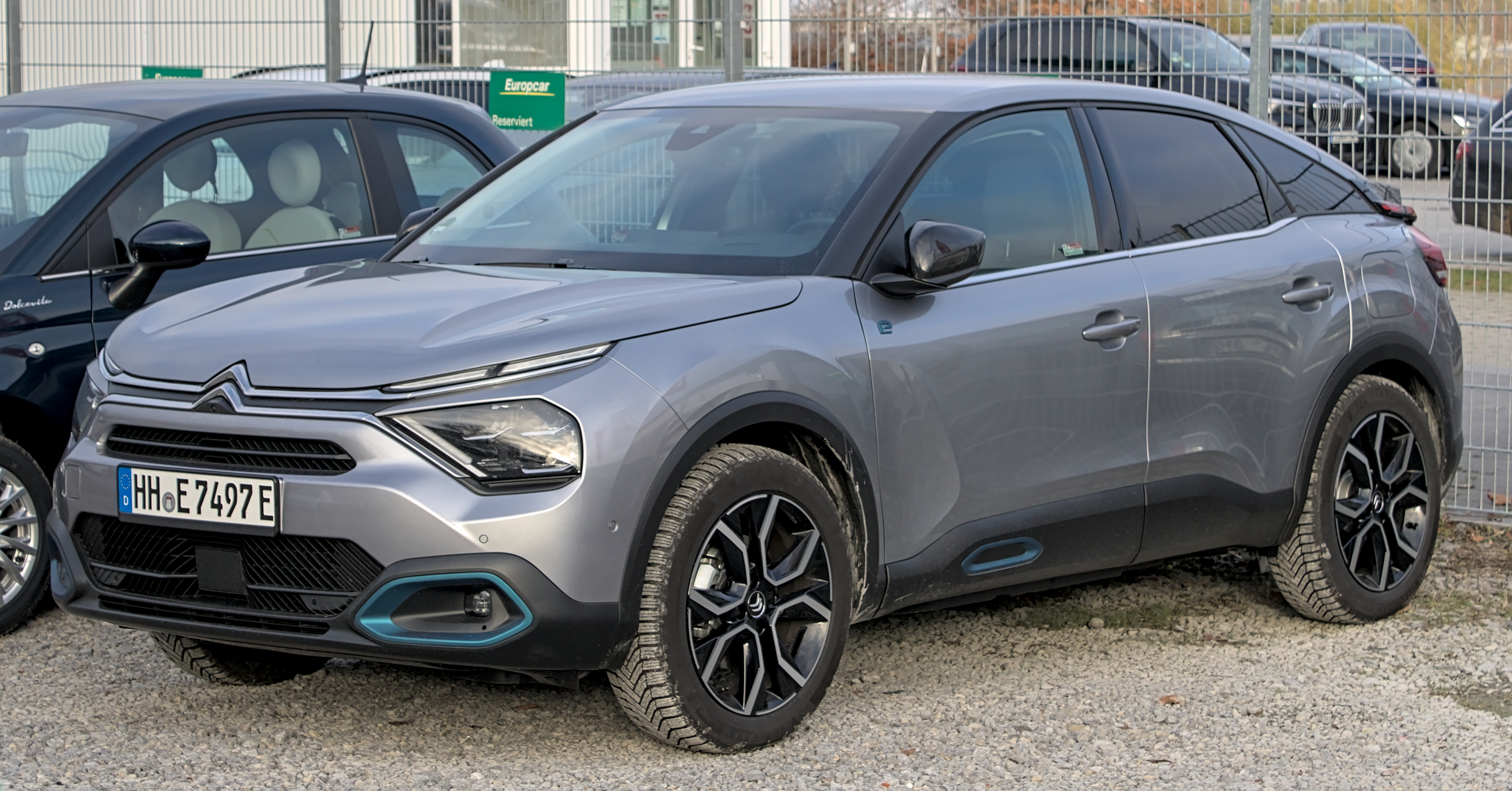
Citroën ë-C4 (дорестайл)

Електричний Citroen ë-C4, як і родич Peugeot e-2008, отримав електродвигун (136 к.с., 260 Н⋅м), тягову батарею на 50 кВт⋅год, а його пробіг становить 350 км по циклу WLTP.

### C4 X та ë-C4 X (C43; 2022)
Citroën представив ще один формфактор у своїй модельній лінійці — компактний 4-дверний крос-седан, із зовнішнім дизайном схожим на фастбек, зі збільшеним кліренсом під ім'ям C4 X та електричну версію ë-С4 X. 
У виробника новинку позиціонують як подовжену версію звичайного C4. У авто така сама колісна база, така ж передня частина з роздільною оптикою, такий же досить незвичайний передній бампер з досить складним малюнком і загальна лінія кузова за винятком задньої частини.
Задні сидіння C4 X просторіші, ніж у хетчбека, завдяки більш похилому багатомісному сидінню.

### Двигуни
- 1.2 L PSA EB2 PureTech I3 100 к.с. 205 Н⋅м
- 1.2 L PSA EB2DTS PureTech I3 130 к.с. 230 Н⋅м
- 1.2 L PSA EB2ADTX PureTech I3 155 к.с. 240 Н⋅м
- 1.5 L PSA DW5 BlueHDi diesel I4 100 к.с. 250 Н⋅м
- 1.5 L PSA DW5 BlueHDi diesel I4 130 к.с. 300 Н⋅м
- ë-C4 electric 136 к.с. 260 Н⋅м

### Рестайлінг 2025
На Паризькому автосалоні 2024 року Citroën представив оновлені моделі C4 і C4 X, натхненні концепт-каром Oli, представленим у 2022 році. Обидві моделі мають перероблену передню панель включно з оновленим логотипом бренду, а C4 отримала перероблену задню панель з новими світлодіодними задніми ліхтарями. У салоні з'явилися нові сидіння Advanced Comfort з більш товстою поролоновою оббивкою, нова 7-дюймова цифрова панель приладів, а інформаційно-розважальна система з сенсорним екраном отримала оновлене програмне забезпечення. Інші зміни включають нові двигуни з м'яким гібридом, а опція з механічною коробкою передач стала недоступною.
16 квітня 2025 року Kasrawy Group у співпраці зі Stellantis розпочала складання нового рестайлінгового Citroën C4X у Єгипті на заводі компанії Arab American Vehicles (AAV).

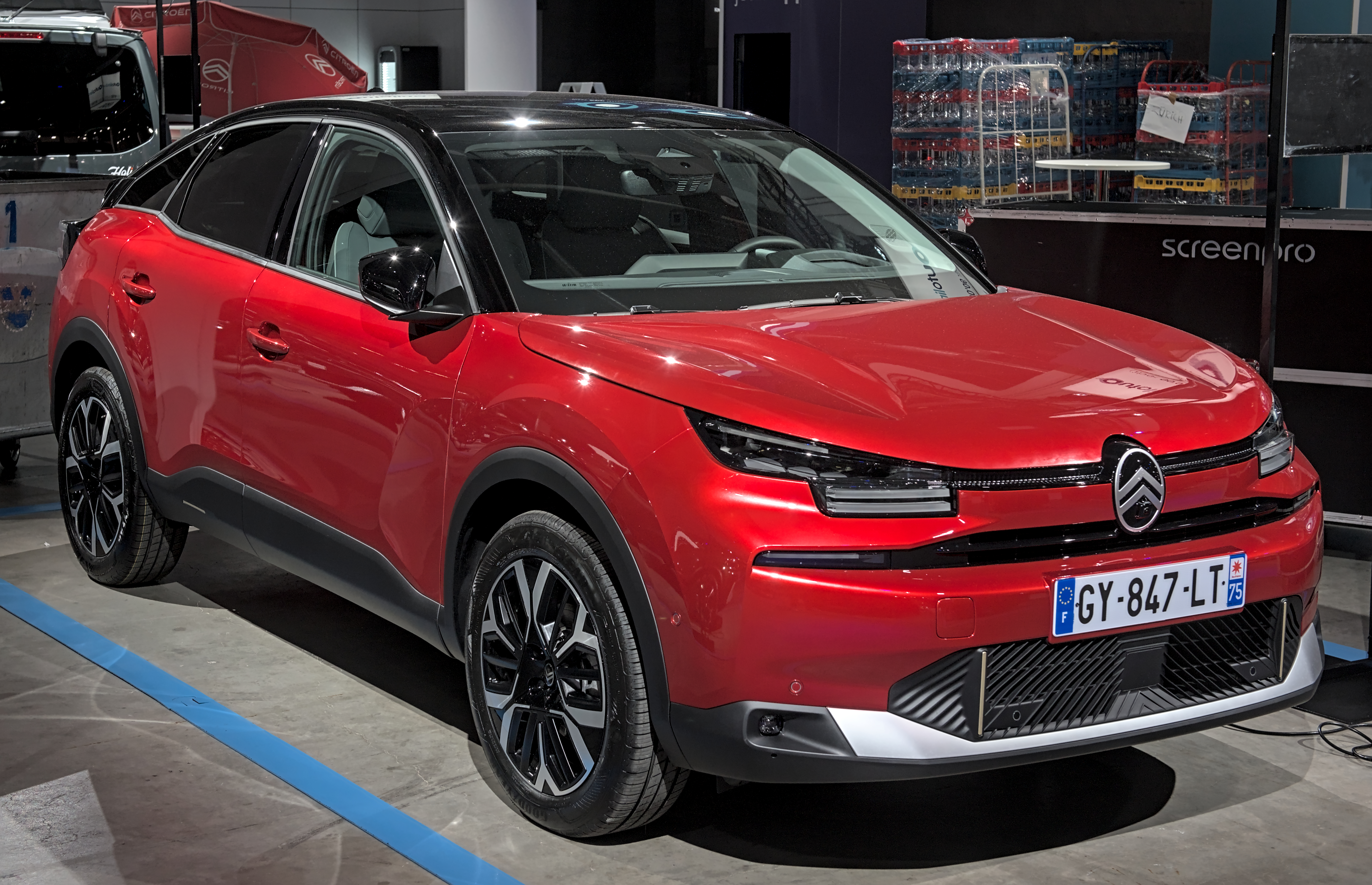
Citroën C4 III біколор (facelift)
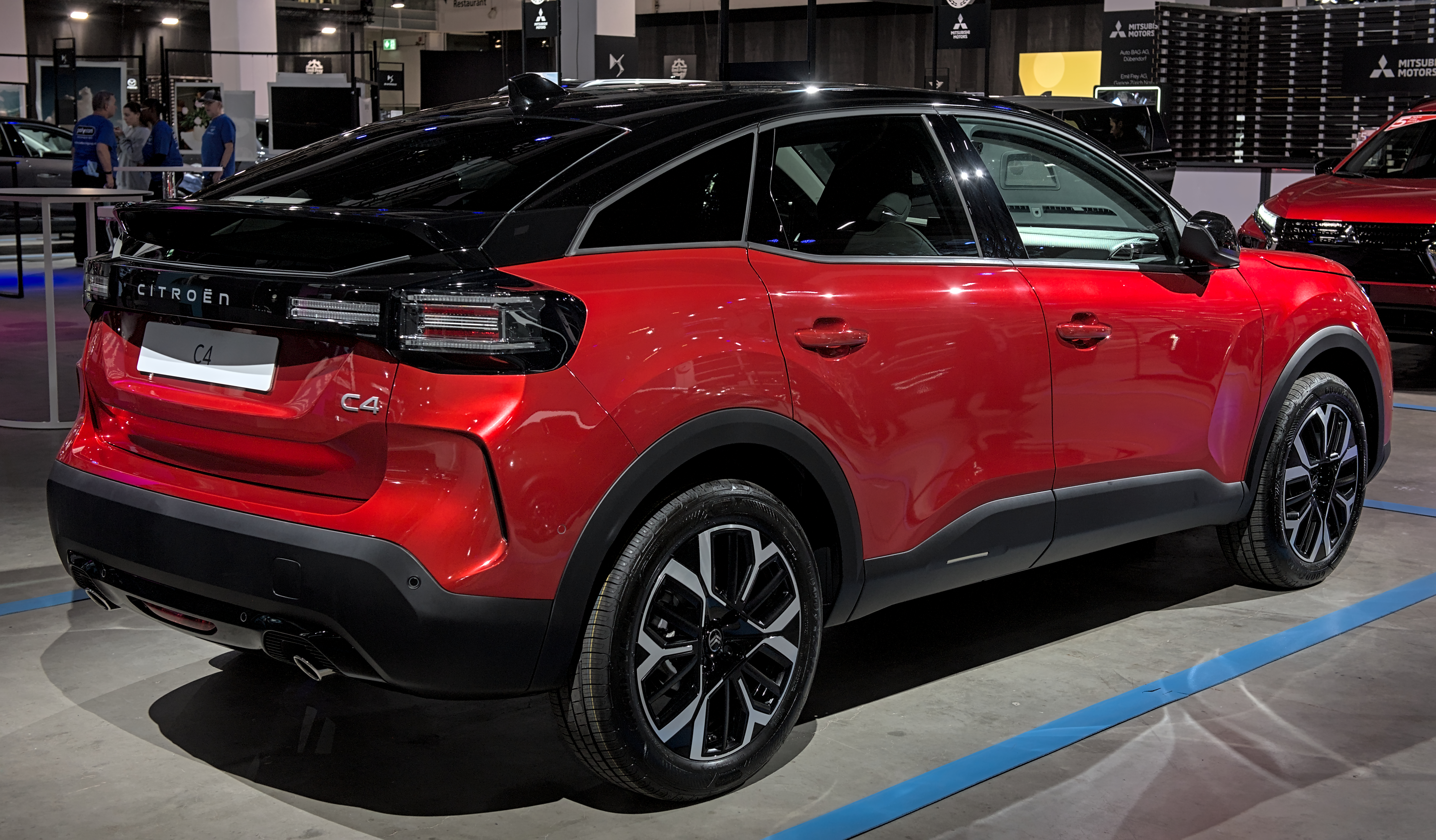
вид ззаду (facelift)
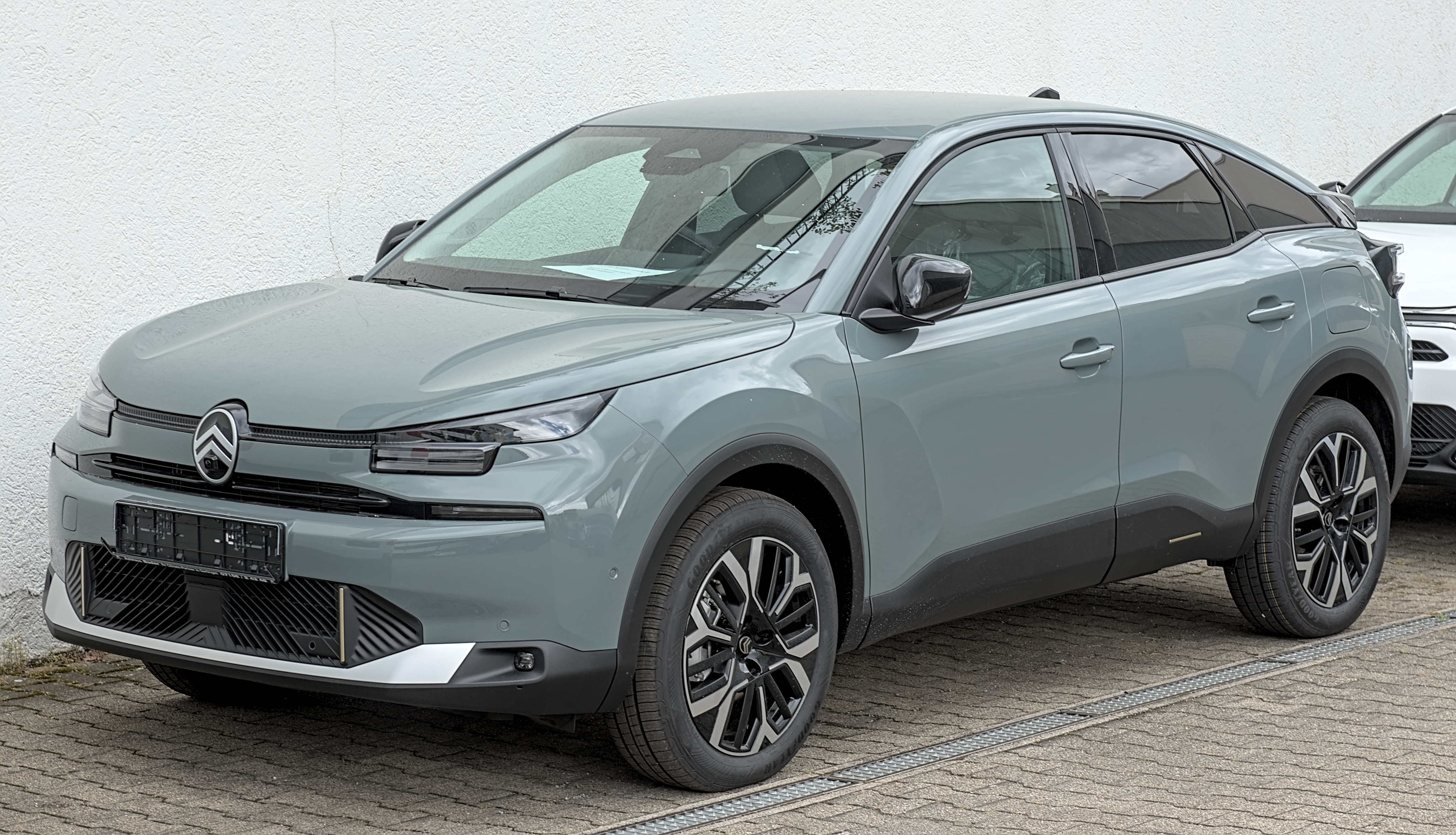
2025 Citroën C4 одноколірний

## Виробництво і продажі
| рік  | світове виробництво | світові продажі | примітки                                               |
| ---- | ------------------- | --------------- | ------------------------------------------------------ |
| 2009 | В очікуванні        | 216,900         |                                                        |
| 2010 | В очікуванні        | 235,000         |                                                        |
| 2011 | 401,402             | 286,171         | Загальний обсяг виробництва досягає 2 512 111 одиниць. |
| 2012 | 261,700             | 263,800         | Загальний обсяг виробництва досягає 2 855 000 одиниць. |
| 2013 | 278,600             | 283,300         |                                                        |